# Castillo de Anet
El castillo de Anet (en francés: château d'Anet) es un château —castillo residencial de placer— renacentista francés, que se encuentra a orillas del río Eure, en la homónima comuna de Anet cerca de la ciudad de Dreux, en el departamento de Eure-et-Loir, en el norte de Francia, a menos de 70 km de París.
Fue construido por Philibert de l'Orme de 1547 a 1552 para Diana de Poitiers, la amante del rey Enrique II. Fue un regalo del rey y fue construido sobre el antiguo castillo en el centro de los dominios del fallecido esposo de Diana, Louis de Brézé, señor de Anet (1463-1531), gran Senescal de Normandía y maestro de Caza. El castillo no fue saqueado durante la Revolución Francesa, pero los restos de Diana fueron trasladados a una pobre zanja del cementerio parroquial, y los ricos contenidos del castillo —que en ese momento eran propiedad de Luis Juan María de Borbón, duque de Penthièvre, primo del rey Luis XVI— fueron vendidos en subasta como bienes nacionales. Gran parte del castillo fue posteriormente demolido, pero solo después de que Alexandre Lenoir fuese capaz de salvar algunos elementos arquitectónicos para su Musée des monuments français (actualmente situado en la École des Beaux-Arts de París). Los elementos fueron reinstalados en Anet después de la Segunda Guerra Mundial.
El castillo es especialmente conocido por su exterior, notablemente por dos estatuas en las que Diana de Poitiers aparece como Diana, la diosa de la caza: una de Jean Goujon y la otra un relieve en bronce de Benvenuto Cellini sobre el portal.
Anet fue el sitio de uno de los primeros jardines italianizantes con parterres centrados en la fachada del edificio en Francia; el diseñador-jardinero encargado fue Jacques Mollet, que adiestró a su hijo en Anet, Claude Mollet, destinado a convertirse en jardinero real de tres reyes franceses.
El castillo fue objeto de una clasificación como monumento histórico desde el 25 de marzo de 1993.

## Descripción

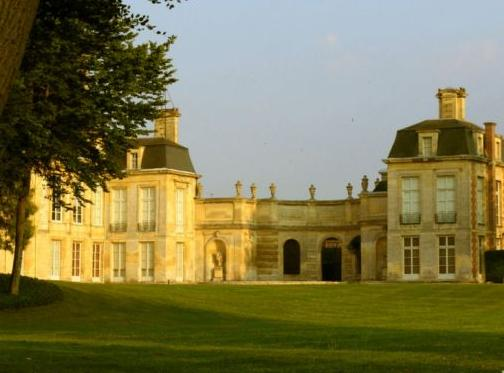
Anet hoy, el castillo visto desde el parque

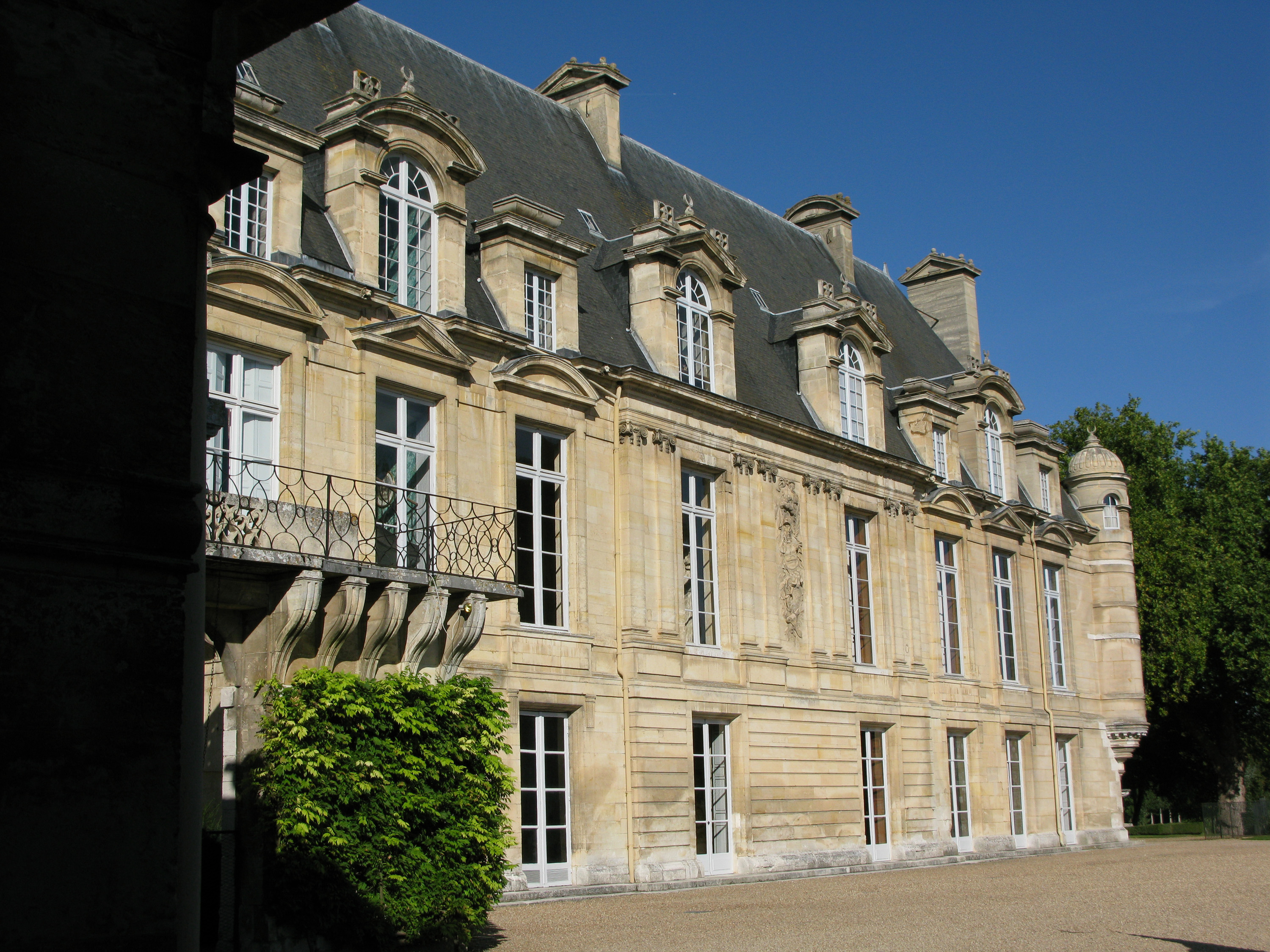
El ala del castillo actual

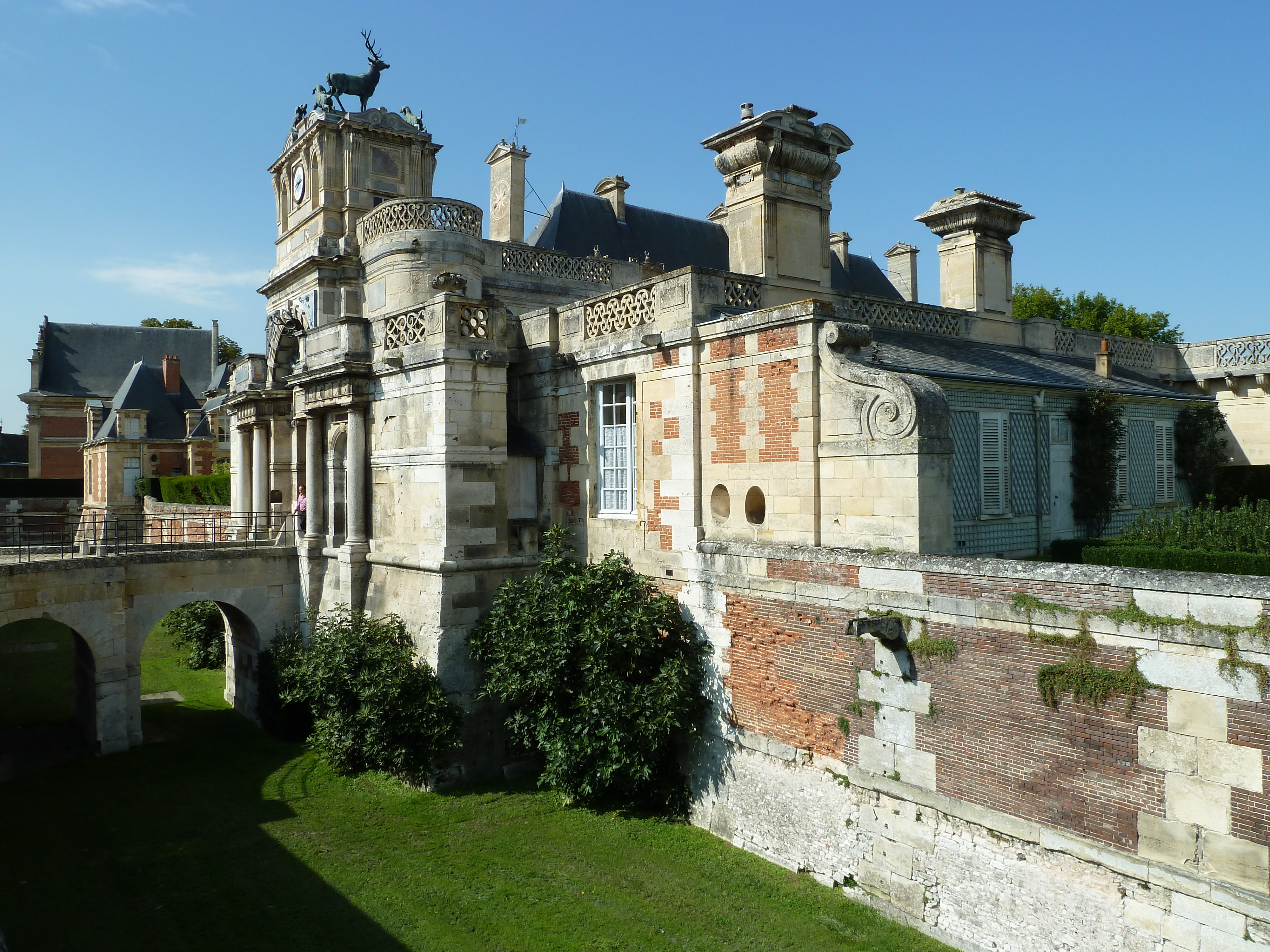
Detalle del acceso

El castillo fue construido bajo la dirección del arquitecto Philibert Delorme, y contó con el concurso del escultor Jean Goujon y del pintor Jean Cousin el Viejo.
Solo se conserva hoy de su planta en cuadrilátero (llamada en "U" o "en herradura") el ala izquierda, modificada a mitad del siglo XVII, ya que el adquirente de 1804 hizo demoler con minas el cuerpo central y el ala derecha en escuadra..
Uno de los dibujos de Primaticcio anotado «a annet» (Phèdre et Hippolyte, Museo del Louvre), es sin duda un proyecto para los vitrales encargados al maestro vidriero Nicolas Beaurain en 1548. En Anet, el estilo de Primaticcio era también visible en los ángeles portadores de los instrumentos de la Pasión esculpidos en bajorrelieves en la bóveda de la capilla (in situ) y en el grupo de la Diana cazadora que coronaba una de las fuentes (ahora en el Louvre).
En julio de 1547, poco después de la muerte de Francisco I, el pintor Léonard Limosin entregó en Saint-Germain-en-Laye doce apóstoles pintados al esmalte a partir de cartones en color de Michel Rochetel, ellos mismos hechos a partir de los dibujos del Primaticio (Étude de drapé pour saint Paul y Étude de drapé pour saint Thomas). De acuerdo con los deseos de Francisco I, cuyas placas esmaltadas llevan la «F», los doce apóstoles habrían debido adornar las doce pilastras de la capilla de Saint-Saturnin del château de Fontainebleau. Pero el nuevo rey, Enrique II, decidió de otro modo y los hizo colocar, desde 1552, en las boiseries de la capilla del castillo de Anet. Ahora se encuentran en el Museo de Bellas Artes de Chartres. Sus cartones sirvieron para la construcción de una segunda serie, no bajo Francisco I, sino de Enrique II (musée du Louvre)
Algunos fragmentos de arquitectura y escultura fueron adquiridos a los demoledores por Alexandre Lenoir que los hizo transportar a París para nutrir el Museo de los monumentos franceses (entonces ubicado en la actual École des Beaux-Arts); en particular, el pórtico del edificio principal central, decorado con una figura de Diana, de un ciervo y de cuatro perros, ocupó el patio de Bellas Artes antes de ser trasladado de nuevo a Anet después de la Segunda Guerra Mundial.. Este ornamento era originalmente un autómata: el ciervo sacudía la cabeza y los perros movían la pata trasera izquierda para marcar las horas; el grupo actual es una réplica, ya que el original fue fundido en la Revolución.
La capilla fue restaurada en 1844-1851 por el arquitecto Auguste Caristie y se vistió su fachada con un pórtico, anteriormente enmascarada por una ala (galería). 

## Historia

### La época de los Brézé

#### Edificios anteriores
En el sitio había habido antes dos edificaciones. La primera, construida en el siglo XII, era una fortaleza feudal de gruesos muros, cuatro torres y grueso donjon. Felipe Augusto estuvo en ella varias veces mientras asediaba Normandía cuyo río Eure formaba en ese entorno la frontera. Esta fortaleza fue desmontada en 1378 por orden del rey Carlos V de Francia, tras la revuelta de Carlos II de Navarra, rey de Navarra, conde de Evreux y señor de Anet. Apenas quedan restos de esa primera edificación: los cimientos de una torre, algunos enmarcamientos y las cavas.
En diciembre de 1444, Carlos VII cedió a su fiel consejero y chambelán Pierre de Brézé los cuatro señoríos de Nogent-le-Roi, Anet, Bréval y Montchauvet, en recompensa por los servicios prestados al reino en la guerra contra los ingleses y en particular, durante la reconquista de Normandía.
El hijo de Pierre de Brézé, Jacques, gran senescal de Normandía, hizo construir en Anet, hacia 1470, una mansión de ladrillo y piedra, que se situaba detrás de la capilla actual. Queda de esa etapa solo una edificación. Era una residencia triste, de grandes proporciones, con ventanas geminadas, buhardillas y una decoración flamígera y con una torreta de escalera adosada a la fachada. Al lado se edificaron los establos y las perreras. Este Jacques de Brézé se había casado con Charlotte de Francia, hija de Carlos VII de Francia y de Agnes Sorel y hermana consaguínea del rey Luis XI. Esta pareja tuvo un desenlace trágico: después de haber sorprendido en la mansión de Rouvres, a una legua de Anet, a su esposa con uno de sus cazadores en adulterio, mató a ambos matravesándolos más de un centenar de veces con su espada (1477). Cuando Luis XI supo de la muerte de su querida hermana, enfureció y juró vengarla. Ordenó arrestar al gran senescal y lo mantuvo varios años de prisión y finalmente obtuvo contra él una sentencia de pena de muerte y la confiscación de bienes. La sentencia, sin embargo, no se llevó a cabo en todo su rigor: el señor de Brézé salvó su cabeza, pero tuvo que ceder al rey todos sus bienes. Luis XI los entregó inmediatamente al hijo mayor de Charlotte, su ahijado, Louis de Brézé. Tres años después de su ascenso al poder, Carlos VIII anuló el fallo que afectaba a Jacques de Brézé y le restauró sus títulos y propiedades. Jacques de Brézé murió en 1490 y su hijo le sucedió.

#### Diana de Poitiers, amante real

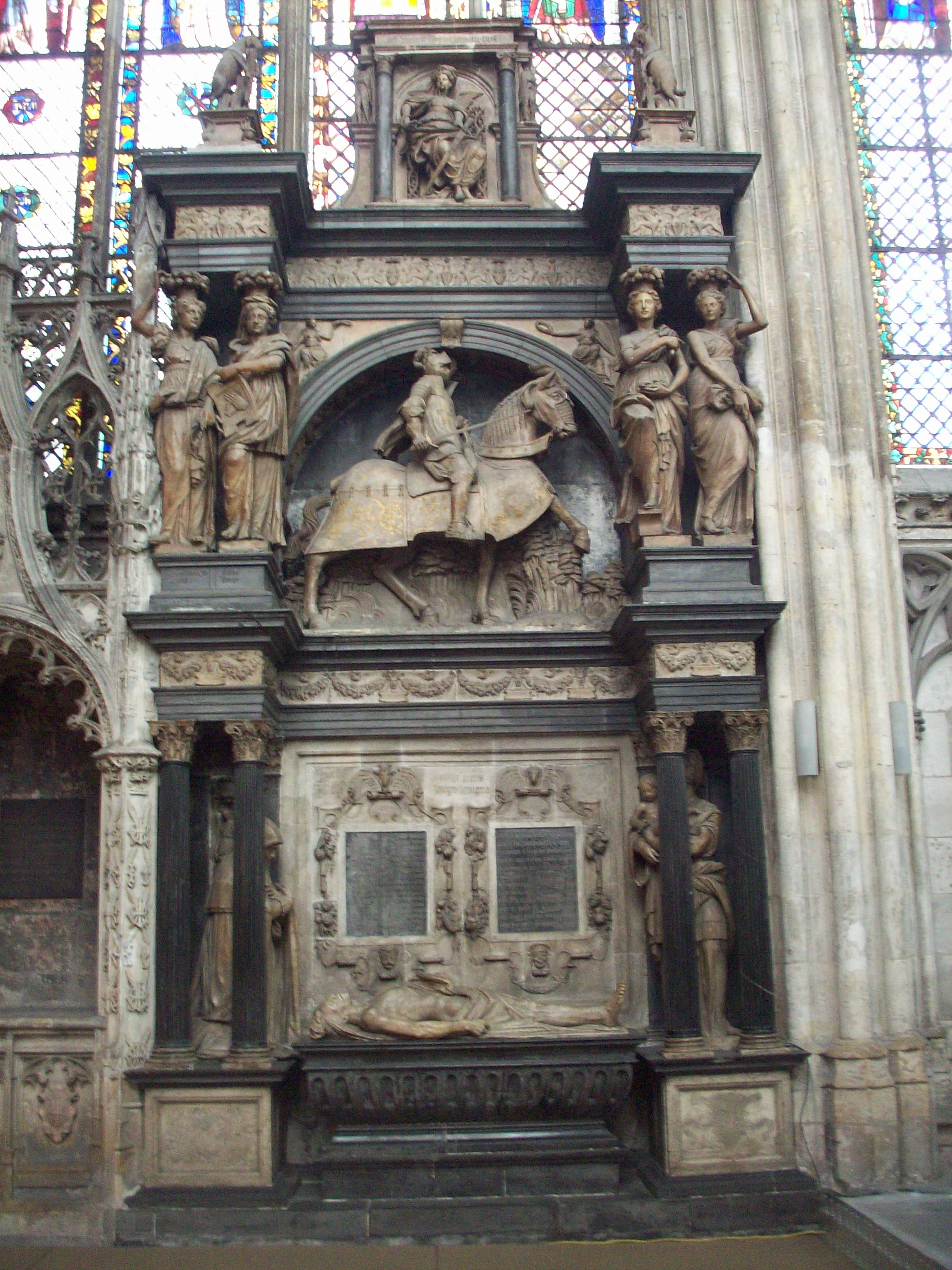
Tumba de Louis de Brézé en la catedral de Ruan, obra de Jean Goujon en alabastro y mármol negro, mandada erigir por su esposa Diana.

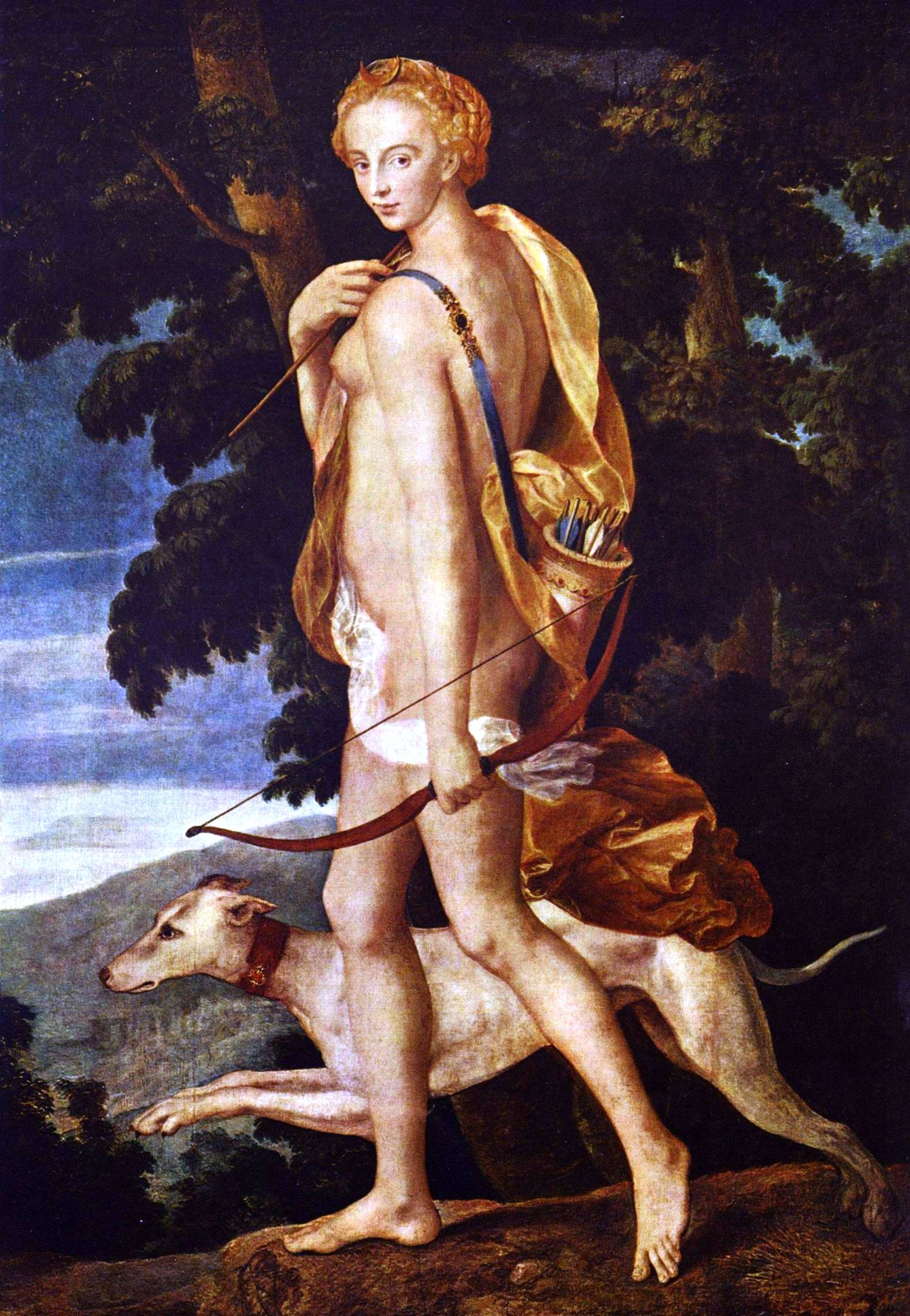
Diane chasseresse, tabla de un artista de la primera Escuela de Fontainebleau, cuya modelo es aceptado que pudo ser Diana de Poitiers, entre 1550 y 1560 (192×133 cm, Paris, museo del Louvre.

Louis de Brézé, conde de Maulevrier, señor de Anet, gran senescal de Normandía y cazador de Francia (1463-1531),  se convirtió en uno de los principales dignatarios del reino. Viudo de Catalina de Dreux, se casó en 1515, a la edad de 56 años, con Diana, casi cuarenta años más joven que él. Diana, que descendía de la antigua familia gobernante de los condes de Poitiers, había nacido en el castillo de Saint-Vallier (Drôme) el 31 de diciembre de 1499. Su pariente, la duquesa de Borbón, Anne de Beaujeu, que se había encargado de su educación, le inculcó los principios del honor y la sabiduría de los que ella era vivo ejemplo. Llamada por su enlace a aparecer en la corte de Francia, bella e inteligente, Diana accedió de inmediato al primer rango y se convirtió en dama de honor de la reina Claudia, esposa de Francisco I. Puesto que los cargos de su marido no requerían su presencia continua en la corte, la pareja vivió en Anet gran parte del año ya que a Louis, que era un cazador incansable, le gustaba esa triste casa debido a la cercanía de los bosques de Dreux, de Roseux y de Normandía.
La amistad que le concedió Francisco I, su gusto compartido por la caza con perros llevó a Anet al rey, a la reina y a los principales señores de la corte. Fue en esta antigua mansión donde Diana ejerció como anfitriona. En 1518, el Gran senescal tuvo su primer hijo, una niña, a la que dieron el nombre de Françoise (1518-1574) en honor del rey. Tres años más tarde, nació una segunda hija llamada Louise (1521-1577), por su padre. Diana, que compartía la afición de su viejo marido, adquirió una sólida reputación de cazadora, que tantas representaciones pintadas o esculpidas ayudaron a difundir. Los retratos de ella que aparecen más auténticos no contradicen la imagen de una mujer con una buena salud y un cuerpo endurecido por los largos paseos a caballo y los baños fríos en todas las estaciones. El 23 de julio de 1531, Louis de Brézé murió en Anet. Su esposa le lloró sinceramente, haciendo erigir en la catedral de Ruan una magnífica tumba y tomó un luto que ya nunca dejaría: en adelante se vistió solo de blanco y negro, aunque con el tiempo fueron vestidos de seda y con grandes escotes. Su posición en la corte no tuvo que sufrir la pérdida de su marido. Y permaneció siendo Gran Senescala.
El segundo hijo de Francisco I, el príncipe Enrique, cuya infancia se había visto ensombrecida por cuatro largos años de cautiverio en España con su hermano mayor Francisco como garantía del cumplimiento por su padre de lo acordado en el tratado de Madrid (1526), tenía con Diana una relación de afecto, que derivó, a pesar de sus quince años, hasta un sentimiento más vivo. Acordado en Anet, su matrimonio con Catalina de Médicis en 1533 no consiguió hacer olvidar ese amor caballeresco adolescente tímido y taciturno. Bien al contrario, ya que desde poco después, y a pesar de la diferencia de edad de casi veinte años, la hermosa viuda se convirtió en secreto en su amante.
En 1536, tras la muerte de su hermano mayor, el joven Enrique se convirtió en heredero del trono. La situación de Diana se vio reforzada aún más, especialmente ya que, con el pretexto de un homenaje platónico, el Delfín también adoptó la ropa blanca y negra, e identificó su emblema, un creciente, que la mitología atribuía a la deidad cazadora, y ostentó el famoso monograma donde la H y la D se entrelazaban.
La Gran Senescala mantuvo con la esposa de Enrique relaciones que se querían cordiales. Fue también oficialmente la institutriz de los hijos Catalina, que después de once años de infertilidad, finalmente dio a luz. La Delfina lo aceptó todo, se resignó y esperaba su venganza. El 31 de marzo de 1547, tras la muerte de Francisco I, su hijo Enrique se convirtió en el nuevo rey de Francia.

#### La construcción de Anet

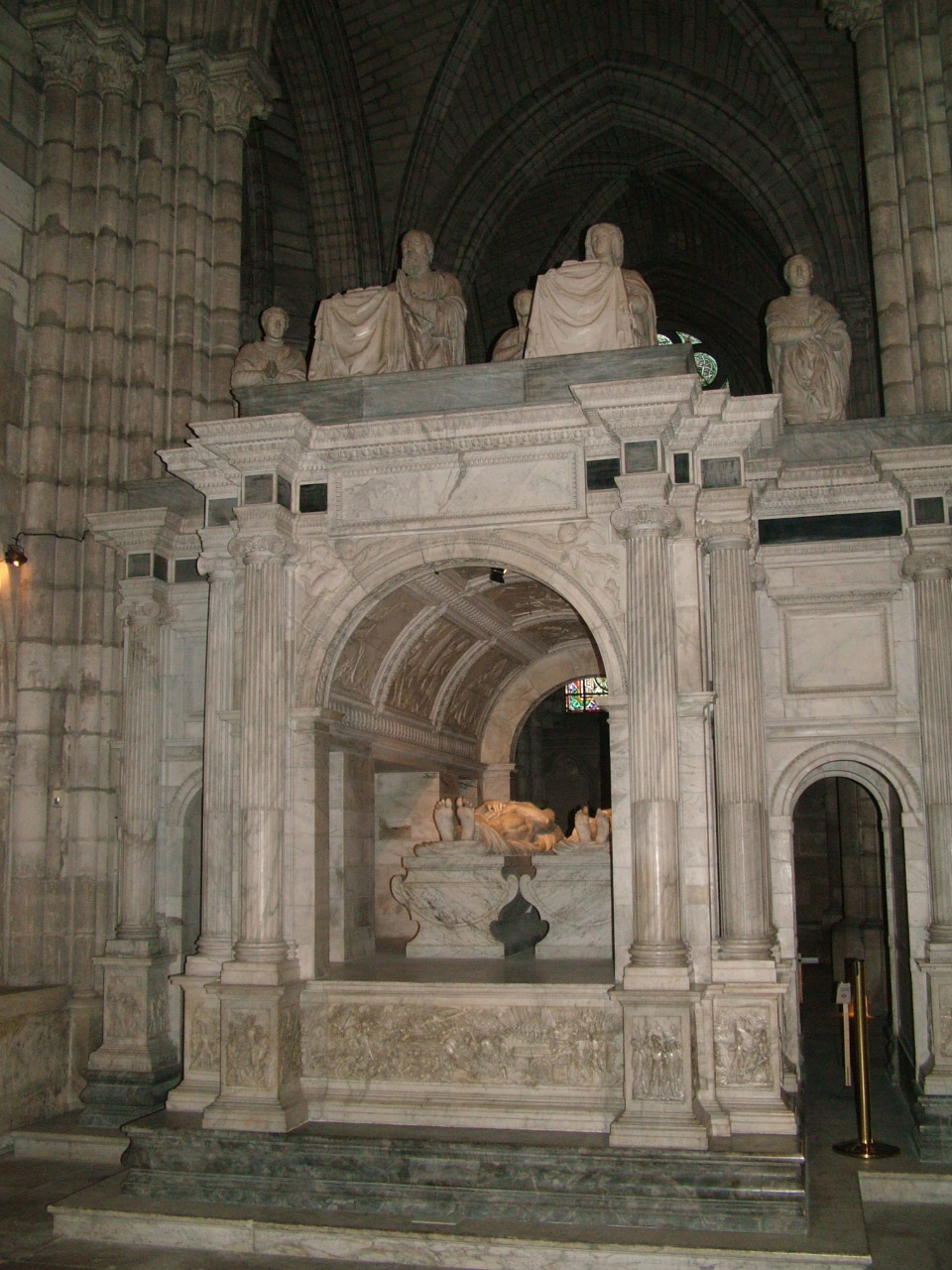
El mausoleo que evoca un arco de triunfo obra de Philibert Delorme en la basílica de Saint-Denis.

Desde el año anterior, 1546, Diana había pensado construir en Anet una residencia más grande y bonita que la vieja mansión gótica de los Brézé. Probablemente fue en ese momento cuando encargó preparar los planos para un nuevo castillo a un arquitecto de Lyon, entonces de 36 años, Philibert Delorme. Este ya se había dado a conocer trabajando para el cardenal Du Bellay en Saint-Maur-les-Fossés y Enrique II le había confiado la construcción de la tumba del difunto rey. El mausoleo, que evoca un arco de triunfo, se acompaña con un conjunto escultórico hecho entre 1548 y 1559 obra de François Carmoy y después, de François Marchand y Pierre Bontemps
Delorme concibió un edificio regular, con una arquitectura sobria, basado en el arte renovado de la antigüedad y sujeto a las commodités de la época. El año 1547 se dedicó a los trabajos de aterrazamiento, a la regularización del terreno pantanosa creando un plano superior para los edificios y un nivel mucho más bajo para los jardines, a la excavación de los fosos, a la construcción de dos pisos de cavas para las cocinas, y a las canalizaciones de los drenajes. Al año siguiente, se abordó los edificios residenciales, empezando por el cuerpo principal para formar el fondo del patio de honor. Esta parte del castillo prolongó hacia el oeste la vieja mansión que Diana quiso mantener incorporándola en su nueva residencia. En 1549 y 1550, se construyeron el ala derecha y la capilla; en 1551, el ala izquierda; el pórtico se levantó en último lugar y tiene grabado en piedra la fecha de finalización: 1552.

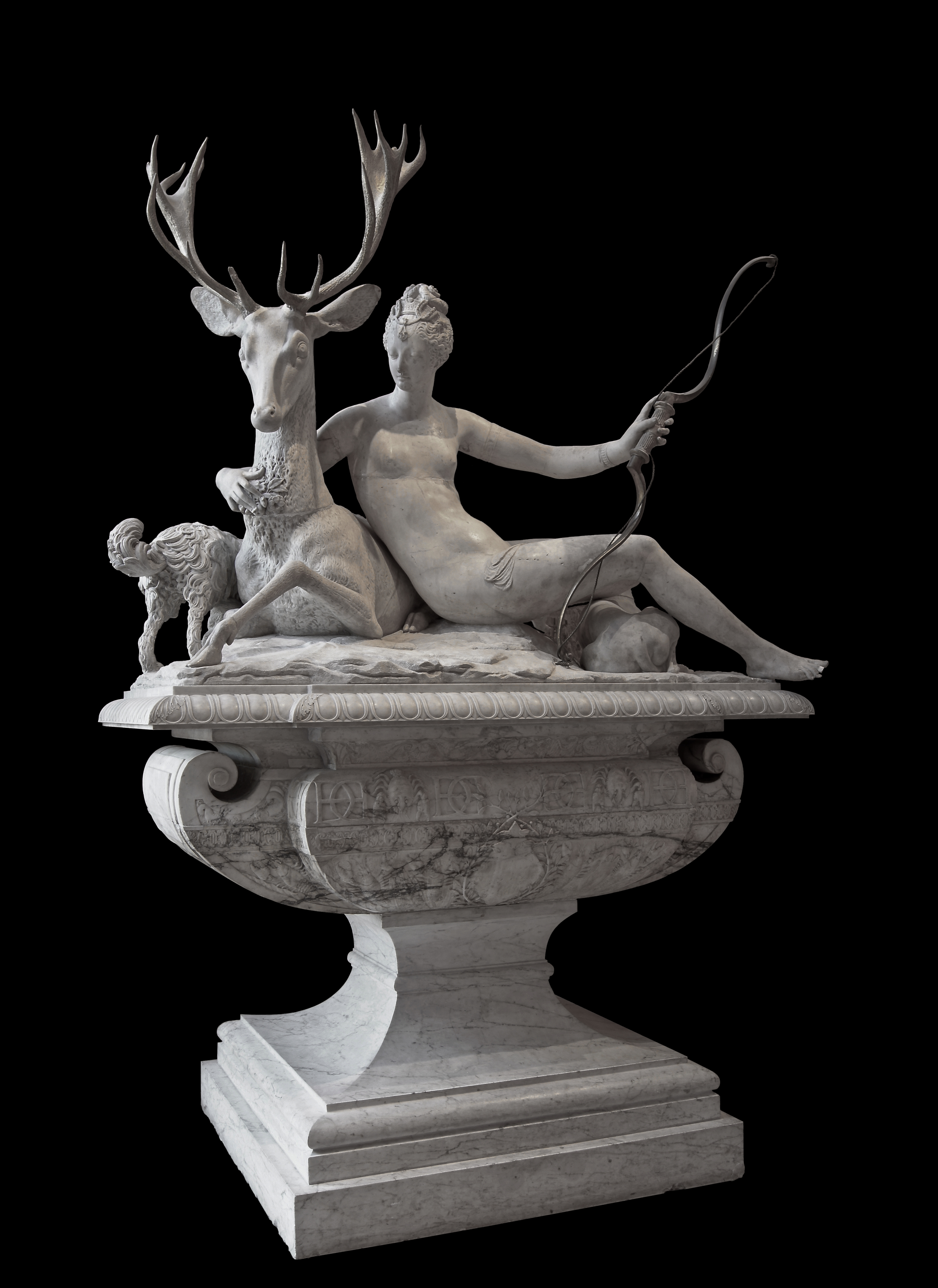
Fuente de Diana y los ciervos, obra de Jean Goujon originalmente colocada en Anet y que ahora está en el museo del Louvre

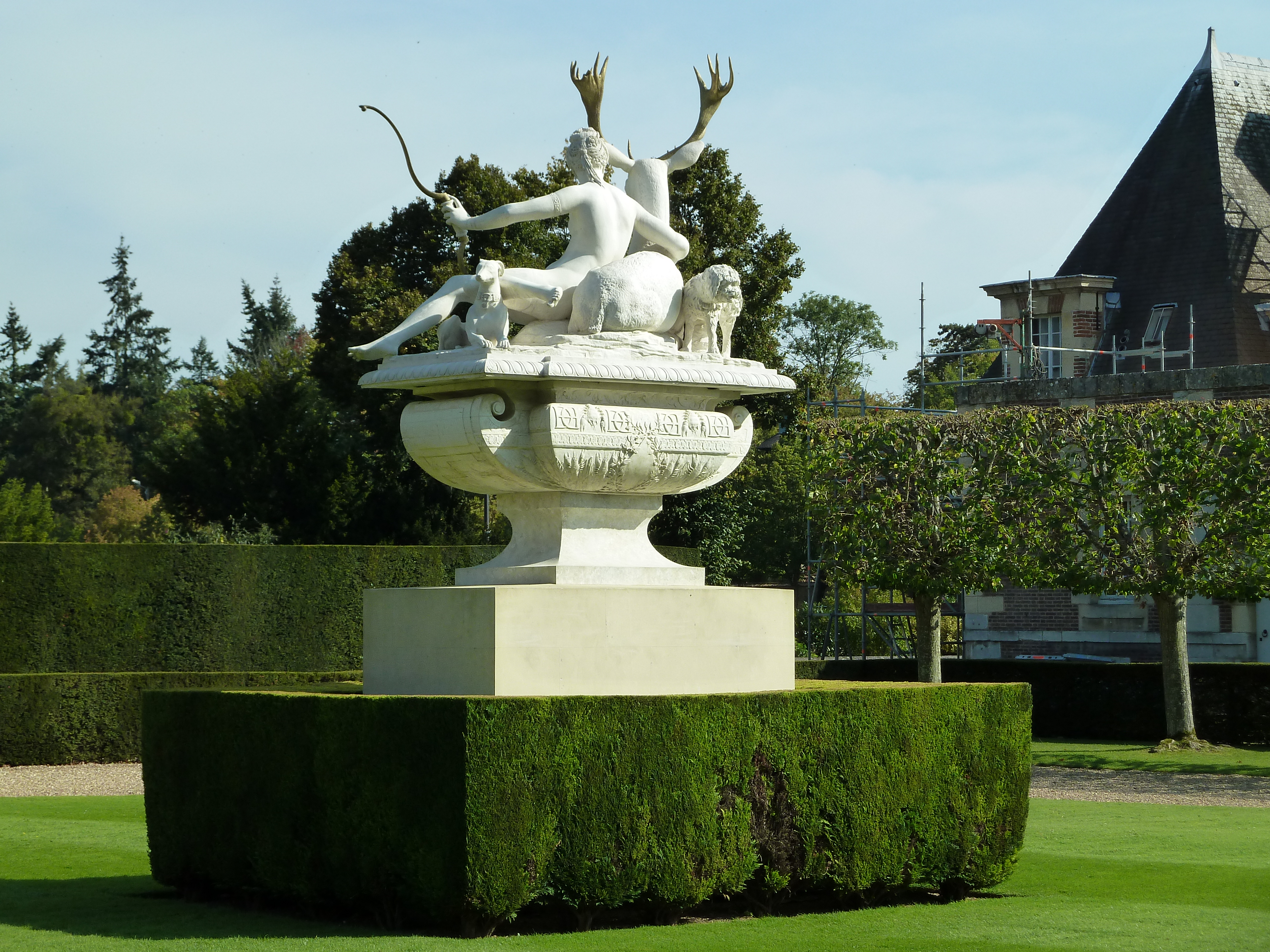
Fuente de Diana en el parque (es una réplica; el original está en el Louvre)

En el edificio principal se dispusieron los apartamentos de Diana y los del rey, así como las salas de recepción. El ala izquierda se destinó a otros apartamentos y la derecha albergaba solamente una gran sala, llamada la "galería de Diana" y esconde la capilla contigua, de la que no se puede ver desde el patio de honor más que la cúpula y las dos flechas de piedra en forma de pirámide. Detrás de cada ala se extendía un patio lateral: el de la derecha, irregular, bordeado por un lado por la mansión de los Brézé, se abría al camino de Oulins por un portal monumental llamado "puerta de Carlos el Malo" que  estaba decorado en el medio con una fuente, la de la Ninfa de Anet; el izquierdo, servía de invernaderos y viveros, y en su centro se elevaba otra fuente coronada por el famoso grupo de Diana con los ciervos, siempre atribuido a Jean Goujon y que está actualmente en el Louvre.
Por último, por debajo del edificio principal se encontraban los jardines, rodeados por una larga galería en la que dos pabellones cuadrados ocupaban los ángulos extremos y que conducía a un gran edificio usado para sala de festines o salón de baile.
Delorme imaginó para los diferentes corps de logis un diseño arquitectónico original. La parte central de la fachada principal está constituida por un bello portal en el que, por primera vez, cada planta está marcada por columnas de un orden diferente: dórico, en la planta baja, jónico en la primera y corintio en la segunda. Esta planta superior está ocupada por la imagen del Gran Senescal, al que Diane, según dice una inscripción en latín, habría dedicado el monumento. Las ventanas, divididas por parteluces de piedra como en el siglo anterior, se rematan alternando frontones triangulares y curvos. Una alternancia más compleja aparece también en algunas buhardillas, estando las más pequeñas, coronadas con un motivo en forma de tumba, símbolo de duelo. Estos siguen siendo grandes cenotafios muy ornamentados que completan las cepas de varias chimeneas monumentales. Por último, los diversos monogramas de Diana, de su difunto marido y del rey Enrique aparecen, entrelazados de crecientes y palmas en los motivos que calan las balaustradas que bordean las terrazas por encima de los fosos a ambos lados del portal.
La capilla independiente de Anet, construida a la izquierda del cour d'honneur en 1549-1552, está diseñada según una planta centralizada de cruz griega. La capilla interior es una rotonda decorada con pilastras de mármol blanco y estatuas de los apóstoles. Está cubierta por una bóveda de casetones, cuya estructura original compuesta de círculos entrelazados de casetones da la ilusión de una alta cúpula de una decena de metros, y en realidad mide solamente 3,5 m de altura. Este trompe-l'œil fue diseñado por el arquitecto Philibert Delorme. Su fachada tiene un pórtico de columnas jónicas parejas espaciadas entre torres coronadas por espiras piramidales. En 1581, Enrique III y su madre Catalina de Médicis llegaron a esta capilla para asistir al bautismo del infante hijo de Charles, duque de Aumale.

Capilla del patio interior
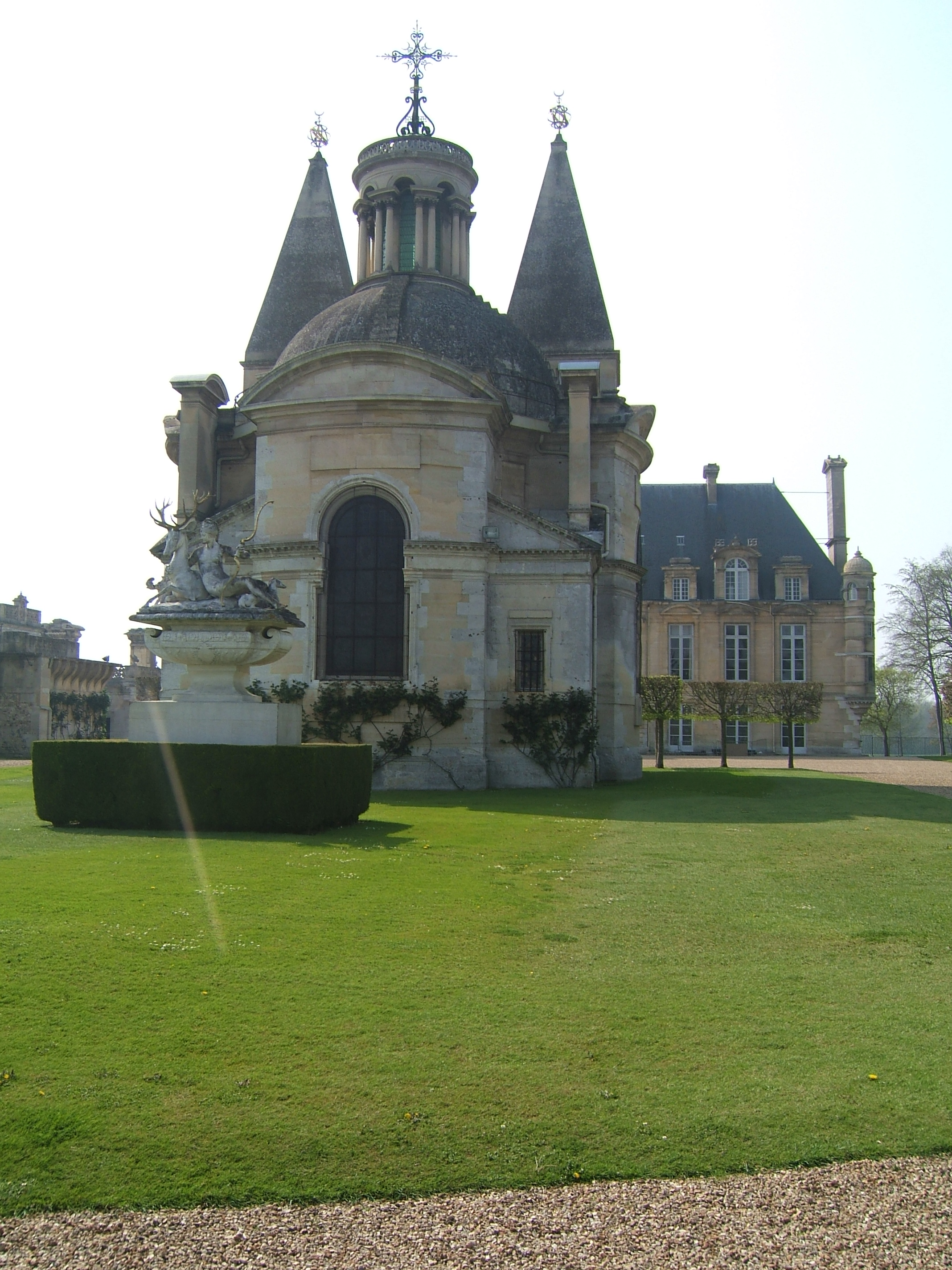
Capilla
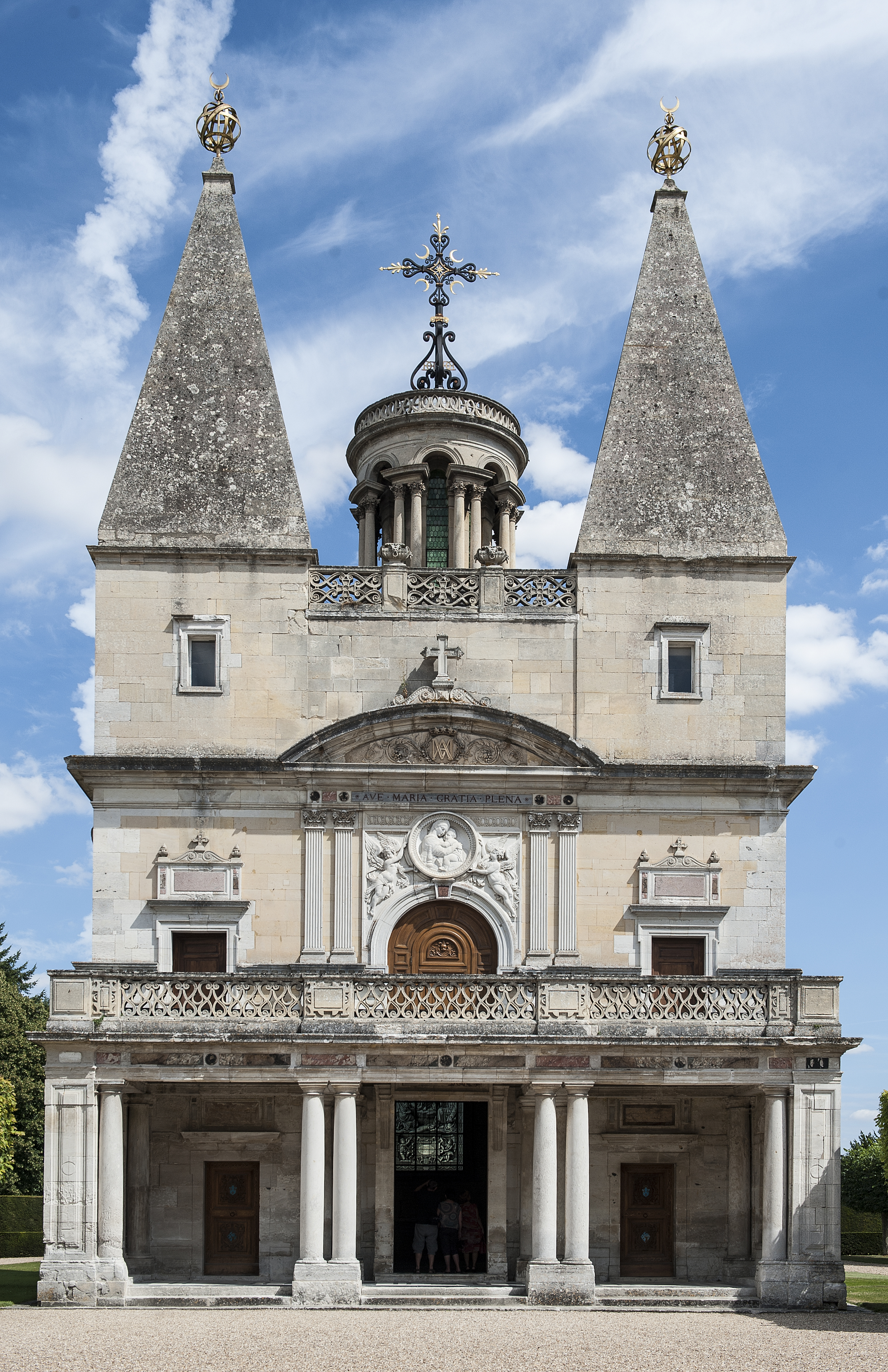
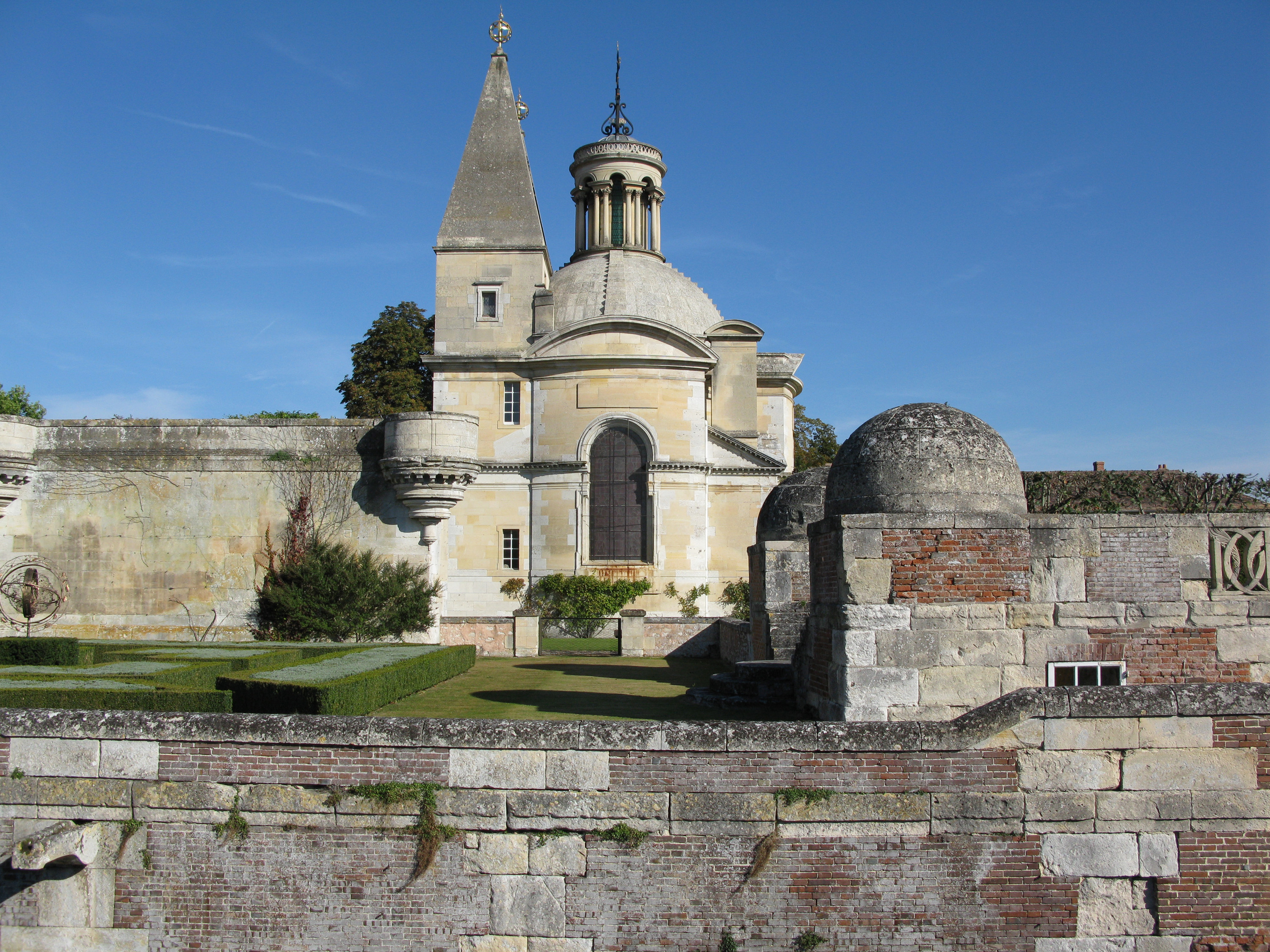
La capilla del patio interior
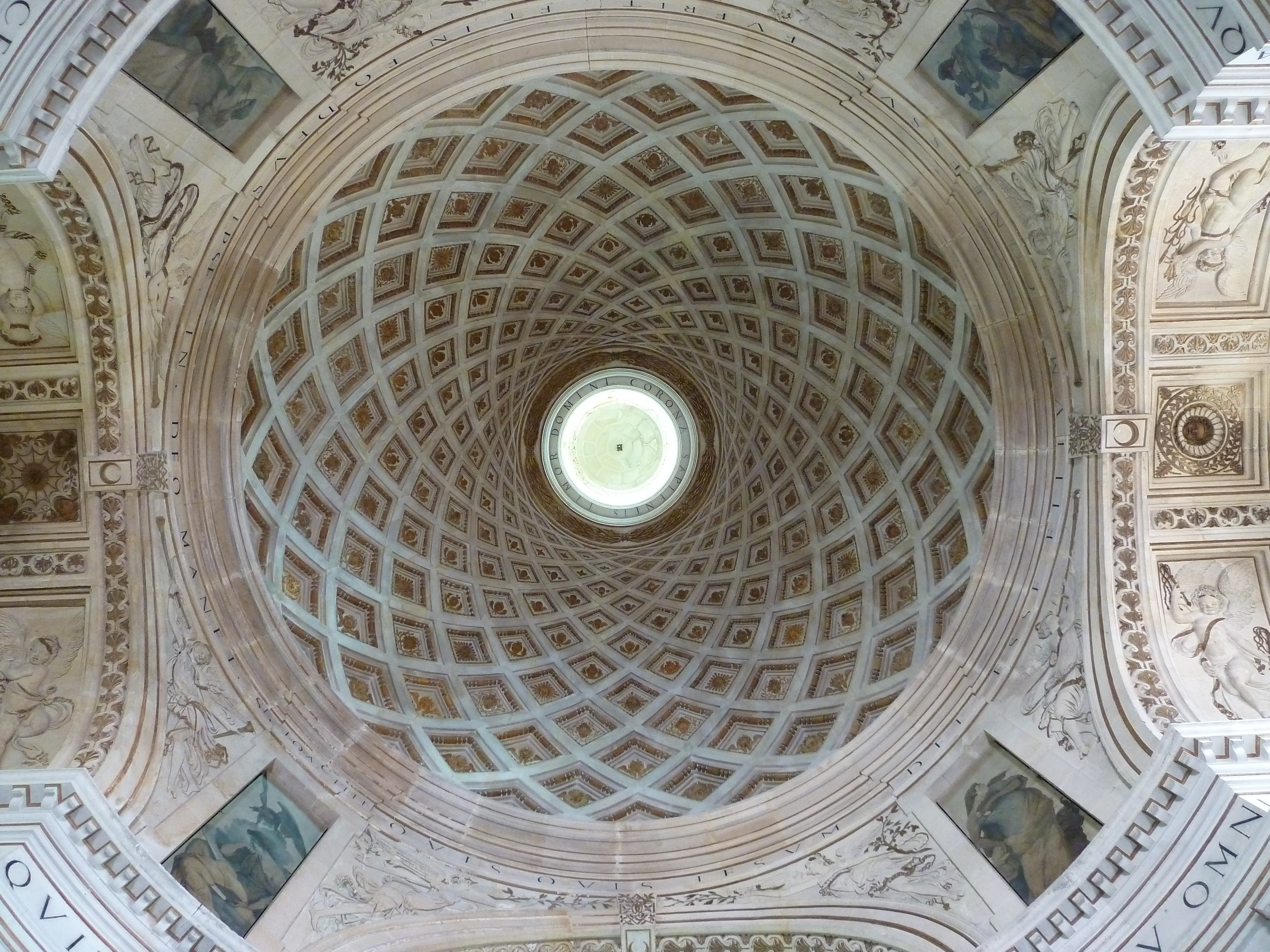
Cúpula de la capilla
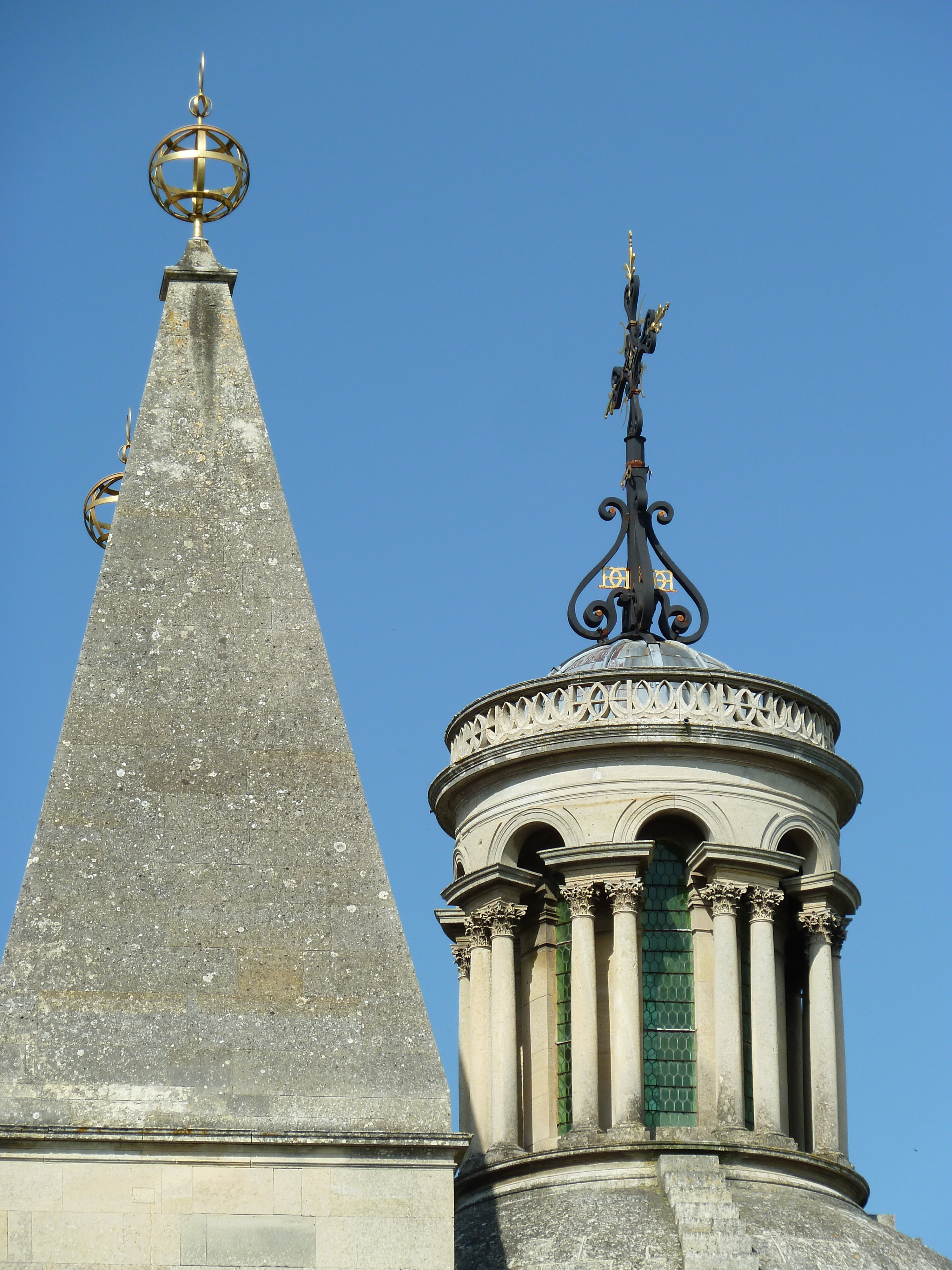

#### Muerte de Enrique y Diana
La repentina muerte del monarca, muerto accidentalmente en un torneo en 1559, supuso la pérdida de prestigio de la señora Anet. El nuevo rey, Francisco II, solo tenía quince años y medio, y su madre, Catalina, con el apoyo de los Guisa, pasó a dirigir los asuntos del Estado. Apenas el rey expiró Diana, que se esperaba lo peor, devolvió a la reina madre las joyas de la corona que su marido le había regalado y humildemente le solicitó su perdón. Aunque previéndolo, había casado a su hija menor, Louise, con Charles Aumale, hermano del duque de Guisa, que se convirtió en su mejor protección. Catalina solamente le retiró el castillo de Chenonceau, que generosamente intercambió por el castillo de Chaumont.
Diana se refugió en Anet, lejos de la corte, y se dedicó a la administración de sus muchos dominios. En 1565, en Limours, dicta su testamento en el que instituyó muchas fundaciones piadosas y pidió que en Anet se construyese una capilla para albergar su tumba. De vuelta en Anet, al final del invierno, sufre una enfermedad repentina y muere el 25 de abril de 1566.
La segunda hija de Diana, Louise de Brézé, fue la heredera del señorío de Anet. Emparentada con la familia de Guisa por su matrimonio el 1 de agosto de 1547 con Claudio de Lorena, duque de Aumale, gobernador de Borgoña y cazador de Francia. En Anet recibió la visita del rey Carlos IX (1567), pero sobre todo, construyó y completó la capilla funeraria, un enorme edificio de ladrillo y piedra encargada al arquitecto Claude de Foucques. En 1576 Louise de Brézé, viuda desde hacía tres años, dejó el castillo a su cuarto hijo Carlos de Lorena, duque de Aumale. El primer acto del nuevo señor fue consagrar en 1577 la capilla y transferir en solemne entierro los restos de su abuela, Diana, que habían permanecido hasta entonces en la iglesia parroquial.

Capilla funeraria
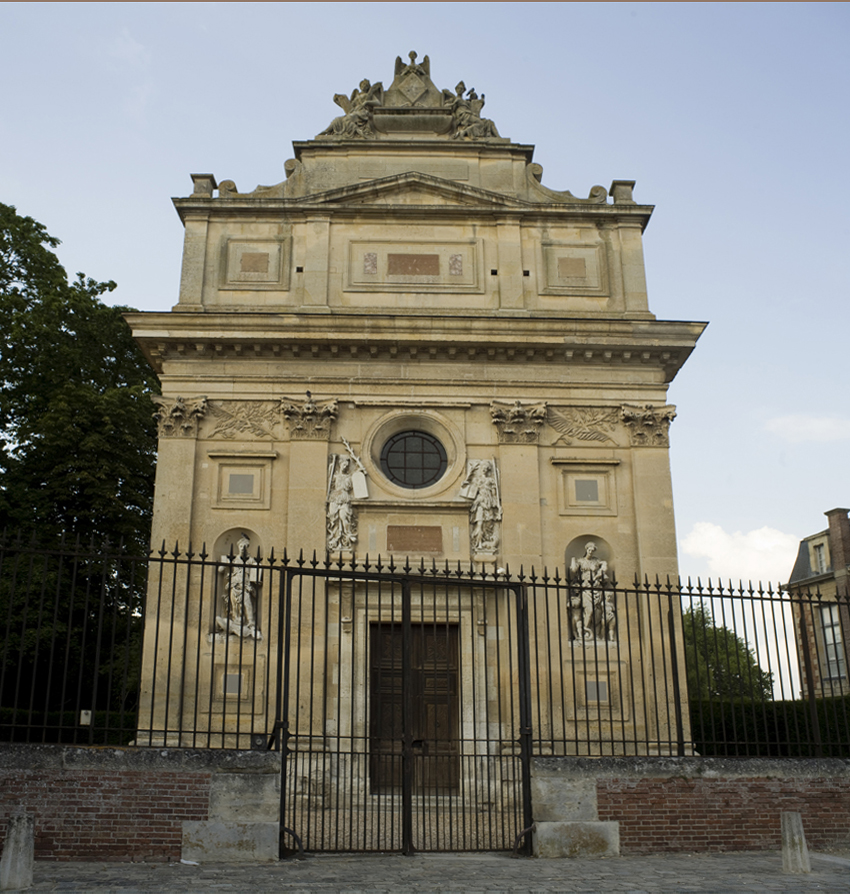
La capilla funeraria, consagrada en 1577.
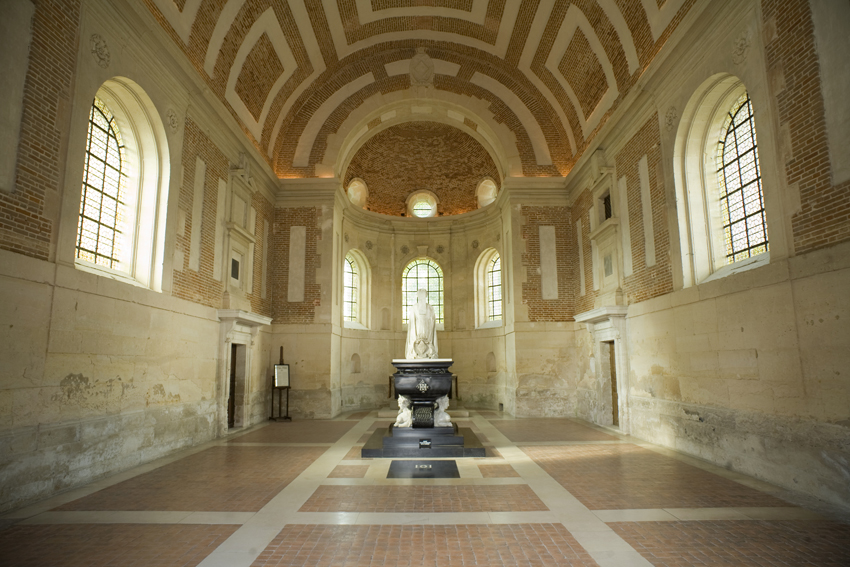
Interior de la capilla
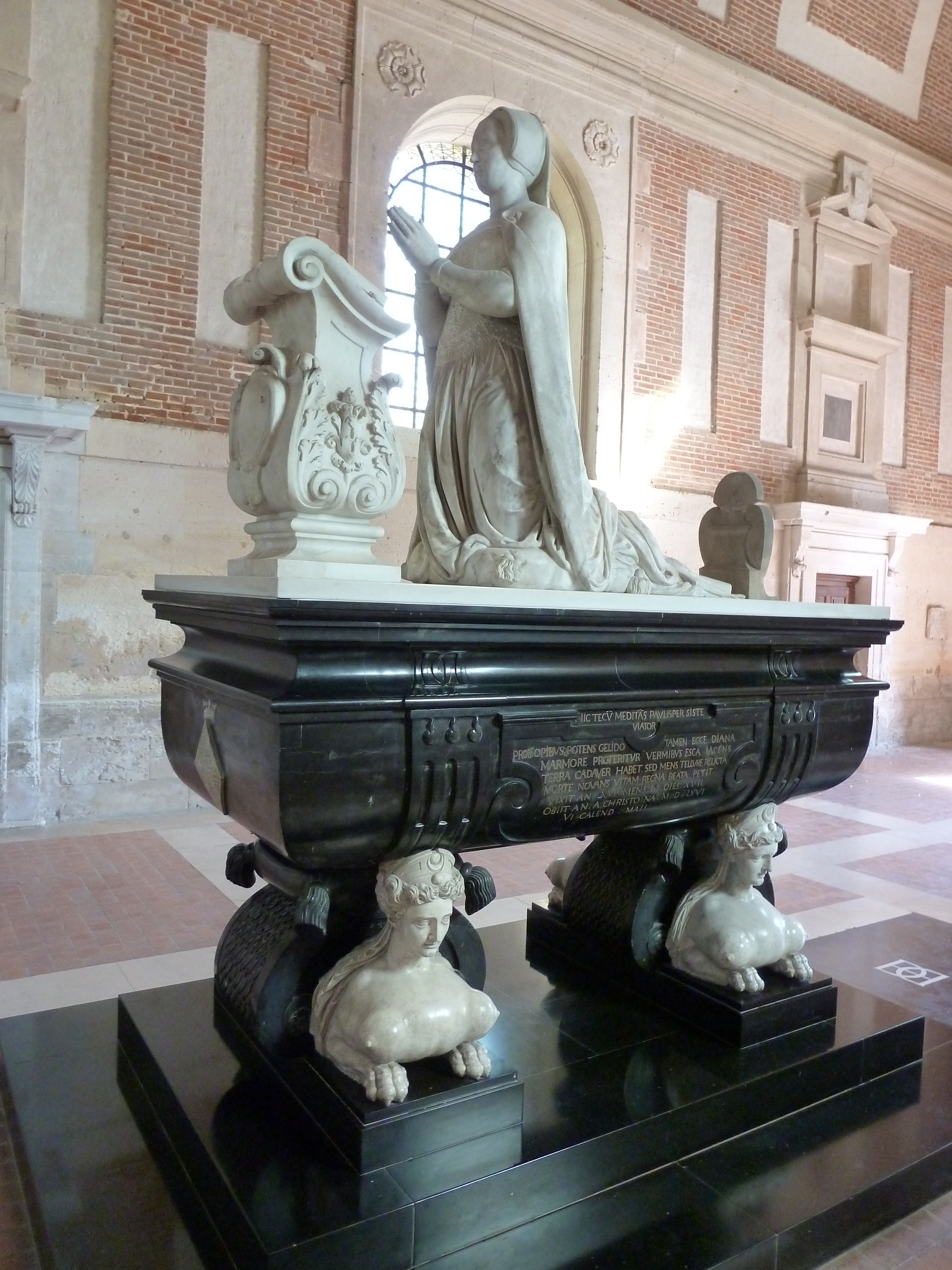
La tumba de Diana de Poitiers
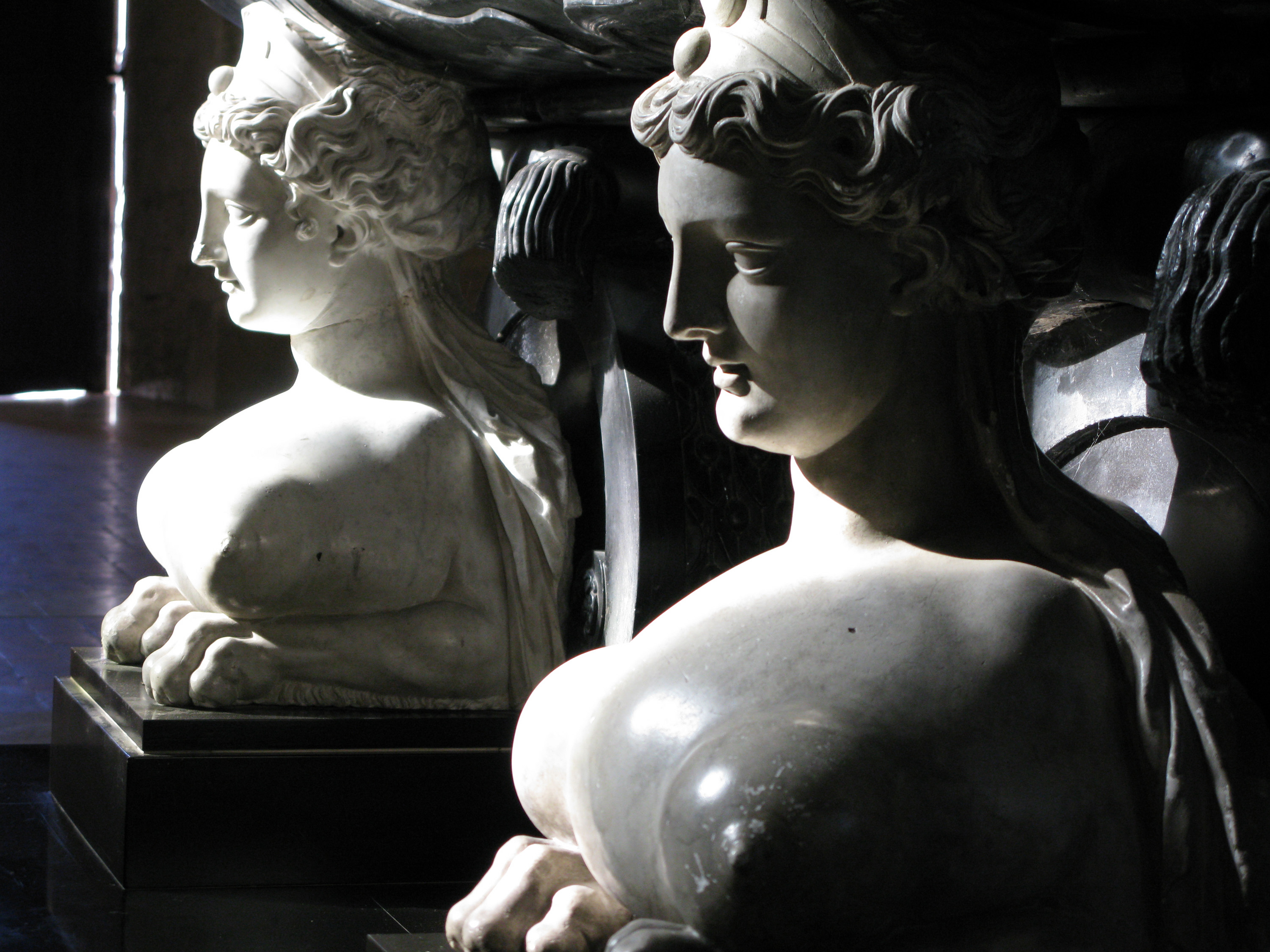
Detalle del pódium de la tumba

Carlos de Lorena recibió en 1581 en Anet a Enrique III; con la reina madre Catalina, sostuvo a uno de sus hijos en la pila bautismal en la capilla; hizo completar la iglesia parroquial, fundó en el parque del castillo de un convento franciscano (1583) y obtuvo del rey, ese mismo año, la erección del señorío de Anet en principado. Por desgracia, Carlos, durante las guerras religiosas fue uno de los más feroces oponentes del futuro Enrique IV. Después de la derrota de la Liga en Ivry, tuvo que huir al extranjero. Su alianza con los españoles precipitó su caída. El Parlamento le declaró culpable de lesa majestad y fue condenado a muerte. Como se refugió en Bruselas, donde permaneció más de treinta años, nunca fue encarcelado, pero el castillo de Anet debía ser arrasado "à fleur de terre" y los bosques cercanos talados "à hauteur de ceinture". Afortunadamente, Enrique IV, en un espíritu de apaciguamiento, no ejecutó esta cláusula del juicio. Más tarde, incluso fue benevolente con la duquesa de Aumale, María de Lorena, a que honró con su estancia en Anet con la reina, unas semanas antes de su asesinato (1610). Arruinada por su marido, la duquesa de Aumale, acosada por los acreedores debió vender el castillo a Marie de Luxemburgo, duquesa de Mercoeur y hermana de Enrique III (1615).

### La época de los príncipes
En 1623 la propiedad pasó a Françoise de Mercœur, que en 1609 se había casado con César de Vendôme. Este realizó muchos cambios, juzgados desastrosos: desplazamiento de la fuente de Diana, sustitución y destrucción de los vitrales en "grisalla", transformación del parque y demolición de algunas de sus dependencias y de la galería que rodeaba los jardines (modificados)... sino por la creación del gran canal que acrecentó las capas de agua. Hizo construir los dos pabellones y el hemiciclo entre el ala izquierda y la capilla funeraria.
En el castillo, hizo retirar los parteluces de las ventanas y los cordones de piedra que pasaban de una a otra, transformar las ventanas de la planta baja en puertas-ventanas, aplacar una fachada en almohadillado y decorar una planta con un orden de ocho pilastras con capiteles jónicos en el centro decorado con un trofeo guerrero de estilo Luis XIV, finalmente hizo elevar la mitad de los áticos con el fin de ganar apartamentos (estado actual) .
También se le debe el vestíbulo, el elemento más puro y auténtico con su suelo embaldosado en blanco y negro y su escalera "muy atrevida de diseño" (Roux) en rampa de hierro forjado a su figura, hecha por un constructor local según los planos del inspector de edificios del rey Desgaux. Y se colocó allí una serie de ocho bustos de emperadores romanos, de los que se perdió la pista después de la venta en enero de 1798.

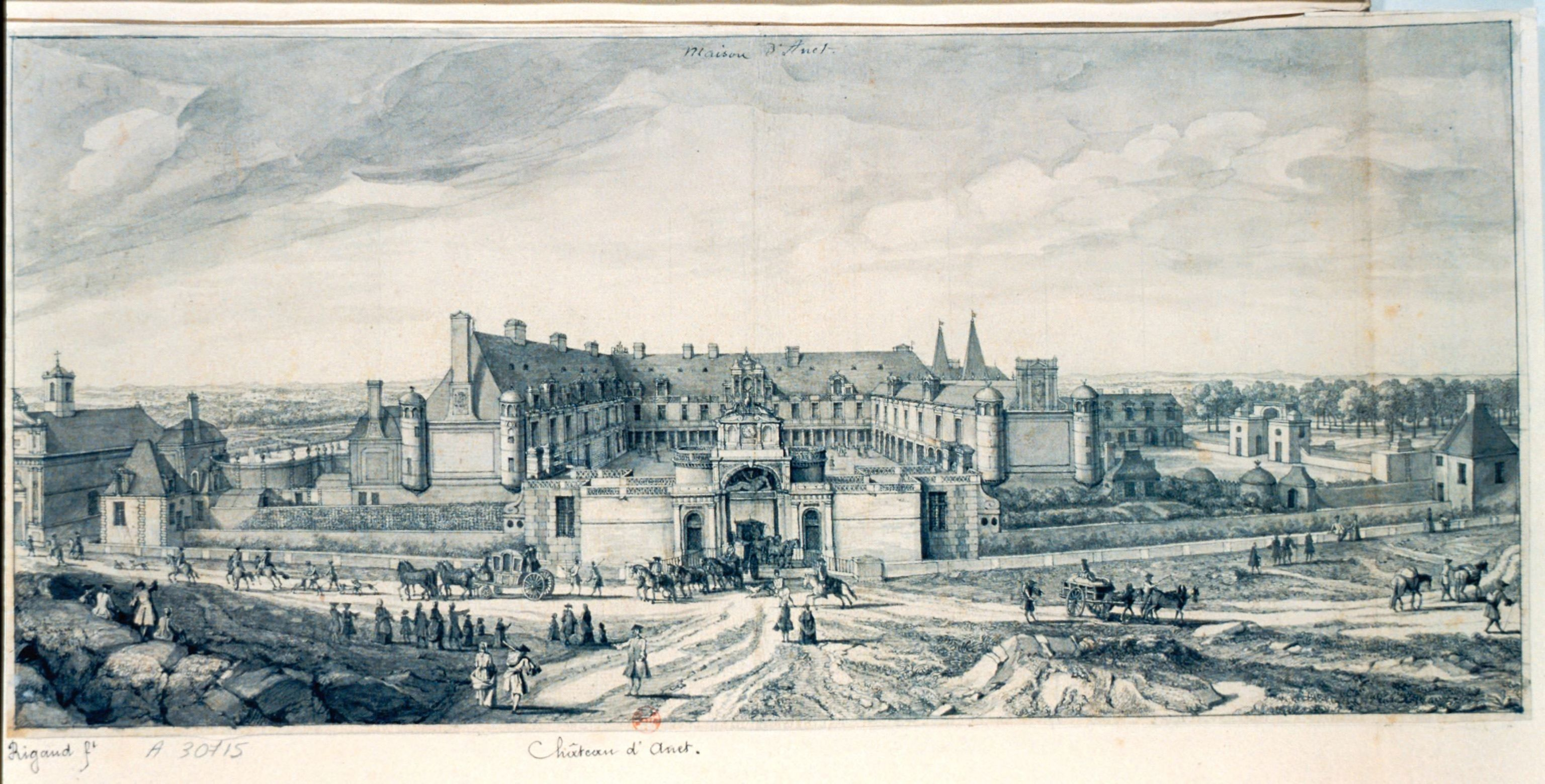
Anet en el, según un dibujo a pluma de Jacques Rigaud (1680–1754)

El grabado de Rigaud muestra otros catorce bustos que adornan el muro exterior del edificio principal que da al jardín. Roux (1913) señala que ocho de mármol blanco o rosa estaban en la Biblioteca de Chartres y en la Société archéologique d'Eure-et-Loir, y tal vez cuatro de un mismo origen en una colección en Champagne, en Dreux.
Fue en este marco suntuoso cuando en 1686 fue recibido el Delfín con gran lujo, estrenándose el 6 de septiembre Acis et Galatée, una ópera en forma de «pastoral heroica» con música de Jean-Baptiste Lully y libreto de Jean Galbert de Campistron. El 7 de noviembre de 1687 se estrenó también Achille et Polyxène (obra también de Lully/Campistron).
La propiedad fue poseída, o por lo menos ocupada, por Louis Joseph, duque de Vendôme (1654–1712) Mariscal de Francia durante el reinado de Luis XIV. que participó en la Guerra de la Gran Alianza y en la Guerra de Sucesión Española.
La propiedad perteneció a muchos descendientes de Luis XIV: Louise-Françoise de Bourbon (1707–1743), que murió aquí en 1743, era la séptima hija del famoso hijo ilegítimo de Luis XIV, Luis Augusto de Borbón, duque del Maine. Murió dejando su patrimonio y residencias a su esposa y sus hijos. Se permaneció a regulación de esta sucesión hizo vender la biblioteca, incluyendo 171 manuscritos en pergamino que pertenecieron a Diana de Poitiers que se mantuvieron allí desde su muerte.
El dominio y el condado de Dreux pasaron luego sucesivamente a sus dos hijos, Luis Augusto de Borbón, príncipe de Dombes (1700-1755), y Luis Carlos de Borbón, conde de Eu (1701-1775), Luis Augusto permaneció soltero y murió sin hijos mientras que Luis Carlos se casó y solo obtuvo una hija. vivieron aquí cuando estaban lejos de Versalles. La hermana de Luis Carlos, Luisa, Princesa de Mónaco visitaba con frecuencia la residencia. El conde de Eu había vendido dos años antes de su muerte a Luis XV —que visitó el castillo en junio de 1749— una gran parte de sus propiedades por la enorme suma de 12 millones, pero como esa transacción —costosa para las finanzas reales— aún no había sido honrada por el rey antes su muerte (en 1774), fue cancelada por Luis XVI, de acuerdo con su heredero, el fabulosamente rico duque de Penthievre, que se convirtió por estos legados en el segundo propietario de tierras del reino, y que entró así en posesión de Anet.

### La época de las destrucciones

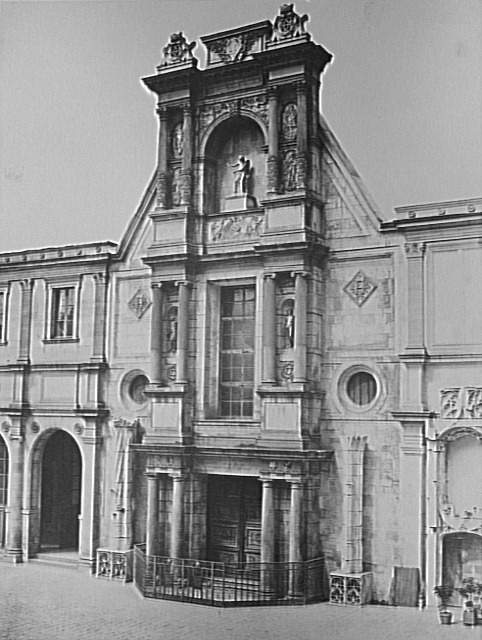
Portal de Anet en el patio de la Escuela de Bellas Artes de París

En 1793, el duque murió en su cama en su castillo de Bizy, habiendo legado su dominio a su hija, Luisa María Adelaida, duquesa de Orléans, que vivió allí con él; cinco semanas después, sus bienes fueron confiscados en beneficio de la Nación. El castillo, intervenidao, no se mantuvo durante cuatro años. En 1794 el mobiliario fue puesto en venta en subasta.
El 10 de junio de 1795, Moulins, comisario de la Seguridad General de Drieux, llegó para llevar a cabo la destrucción de la tumba de Diana de Poitiers; el sepulcro fue abierto, el ataúd forzado y sus restos transportados al cementerio parroquial de la ciudad, de donde después fueron nuevamente exhumados para ser colocados en la cripta sepulcral durante una ceremonia pública.
El 1.º de febrero de 1798, el dominio fue vendido en cuatro lotes; el que incluía el castillo y los jardines se compró por tres millones doscientos mil francos por los señores Driancourt y Baudoin... que lo transmitieron inmediatamente a los banqueros Ramsden y Herigoyen; ellos lo despojaron de sus elementos exteriores e interiores para venderlos.
En 1804 Demonti hijo, nuevo propietario, continuó la carnicería talando los árboles del parque y haciendo demoler con explosivos los dos tercios de la residencia (cuerpo central y el ala derecha), lo que terminó por indisponer a la población; en 1811 la caída mortal de un trabajador que empezaba a desguarnecer el techo del ala izquierda provocó una revuelta que lo obligó a abandonar su negocio de liquidación y huir.
En 1820 el castillo, vacío y abandonado, fue adquirido por la duquesa viuda de Orleans, que murió nueve meses más tarde, y su hijo, el futuro rey Luis Felipe, dada la magnitud de las reparaciones a realizar, lo vendió a Louis Passy, recaudador general (¿de Finanzas?) del departamento de Eure; No vivió en Anet y solo hizo cercar con un muro el extremo que permanecía abierta del ala izquierda, a lo que ahora se reduce el castillo.

### La época de los restauradores
En 1840, todavía en mal estado, fue adquirido por el conde Adolphe de Riquet de Caraman (1800-1876), un explorador franco-alemán que había hecho un viaje por Tierra Santa que le había llevado a Siria y Palmira. Caraman comenzó la primera campaña de restauración: la reparación y acondicionamiento del interior de los pabellones y la mitad sur del ala —el vestíbulo servía de charetterie y el resto de las edificaciones del lado del jardín no tenía techo— restaurar el portal de entrada, restituir el grupo de animales en bronce y añadir un peristilo a la capilla, que a su vez recibió los altares. Público en 1860 Anet, son passé, son état actuel, notice historique.
En 1860, después de los reveses de fortuna de Caraman, Anet fue comprado por el corredor de bolsa y político parisino Ferdinand Moreau (1826-1884) que emprenderá desde 1863 una segunda campaña de importantes trabajos: restablecimiento de tejados, la reconstrucción del ala norte por el arquitecto Bourgeois, quien copió el otro extremo que se conservaba prácticamente intacto, y después la reconstrucción de la decoración y del amueblamiento con la ayuda del pintor Faivre-Duffer, que reencuentra allí los Apóstoles, cuatro grandes tapices, fragmentos de antiguas vidrieras (repuestas en la ventana de la biblioteca), muebles, paneles y restos pintados. También comprará mobiliario y obras de arte que se pensaba eran originarios del castillo: el conjunto de tapices tejidos para el castillo, en París, hasta los cartones de Jean Cousin el Viejo, que forman una Historia de Diana, en elogio a Diane de Poitiers y que está ahora ampliamente disperso; Este conjunto sentó un precedente para las suites de los tapices inspirados en Diana que fueron populares en el siglo XVIII.
En 1913 Roux informó de la pavimentación de un «petit cabinet de curiosités» proveniente del castillo de Ecouen, así como de los paneles de los batientes de puertas parcialmente dorados de la sala de guardia (1.º planta), y de los pequeños adoquines con la divisa de Diana Poitiers que son originales.

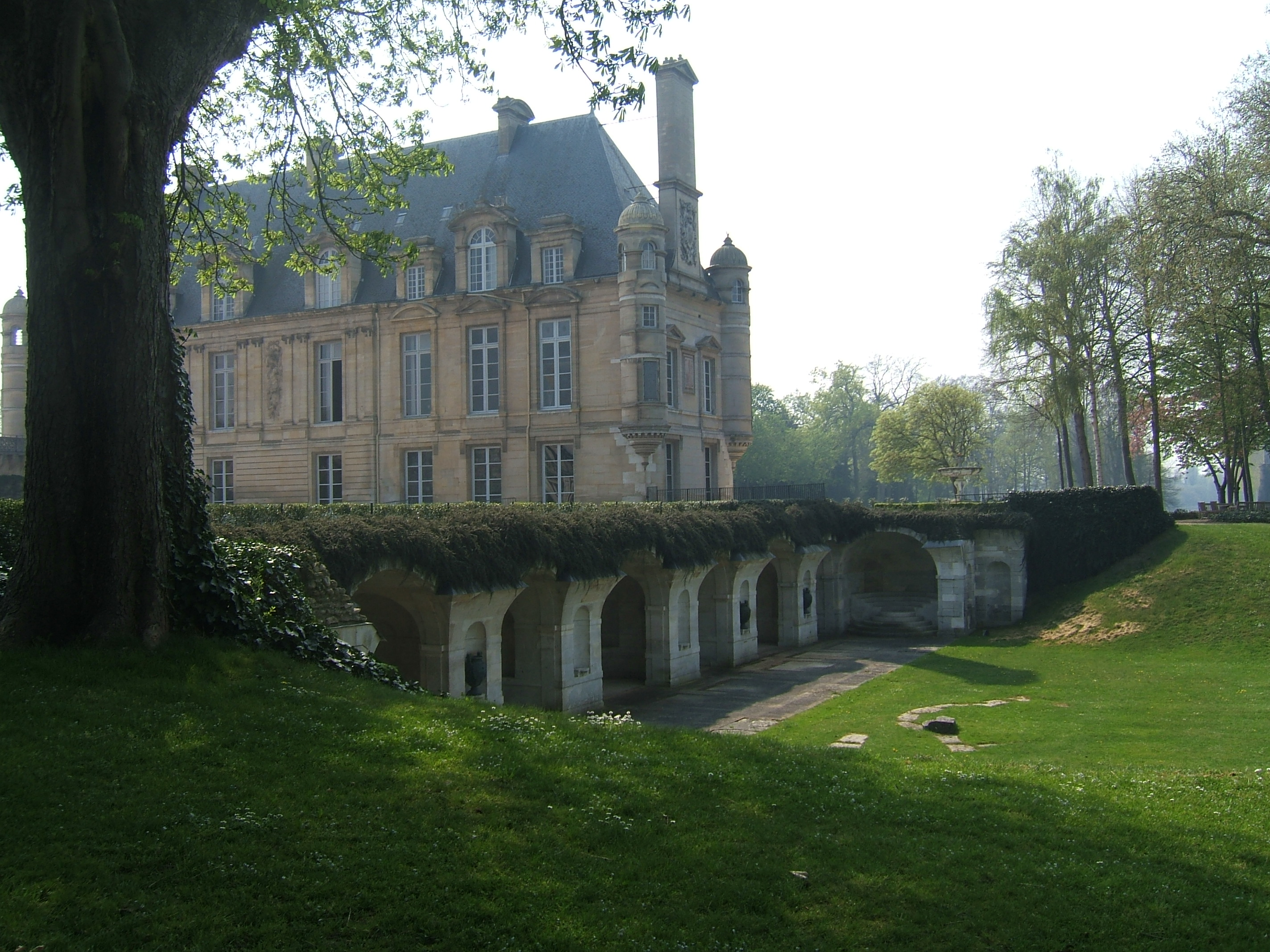
El castillo y el criptopórtico.

Moreau reconstituirá la propiedad mediante la compra del «Grand Parque» en 1868. En 1879, el criptopórtico (base del cuerpo central) enterrado y considerado hasta entonces como destruido, fue redescubierto.
En 1914-1918 su viuda, su hija, heredera del castillo en 1884, y su yerno, el conde Guy de Leusse, establecieron allí, al igual que otros señores franceses, un hospital auxiliar de la Cruz Roja. Mme. de Leusse lo legó en 1944 a su nieta, Mme. Charles de Yturbe; desde 1998, Jean y Alexandra de Yturbe son los propietarios.
Propiedad privada y habitada, el castillo está abierto al público; sus habitaciones están amuebladas con varios muebles de época, y con adquisiciones más recientes.
El castillo fue objeto de una clasificación como monumento histórico desde el 25 de marzo de 1993.
La capilla funeraria, el patio interior y la capilla que se encuentra allí, y una parte del castillo pueden visitarse.

## Filmografía

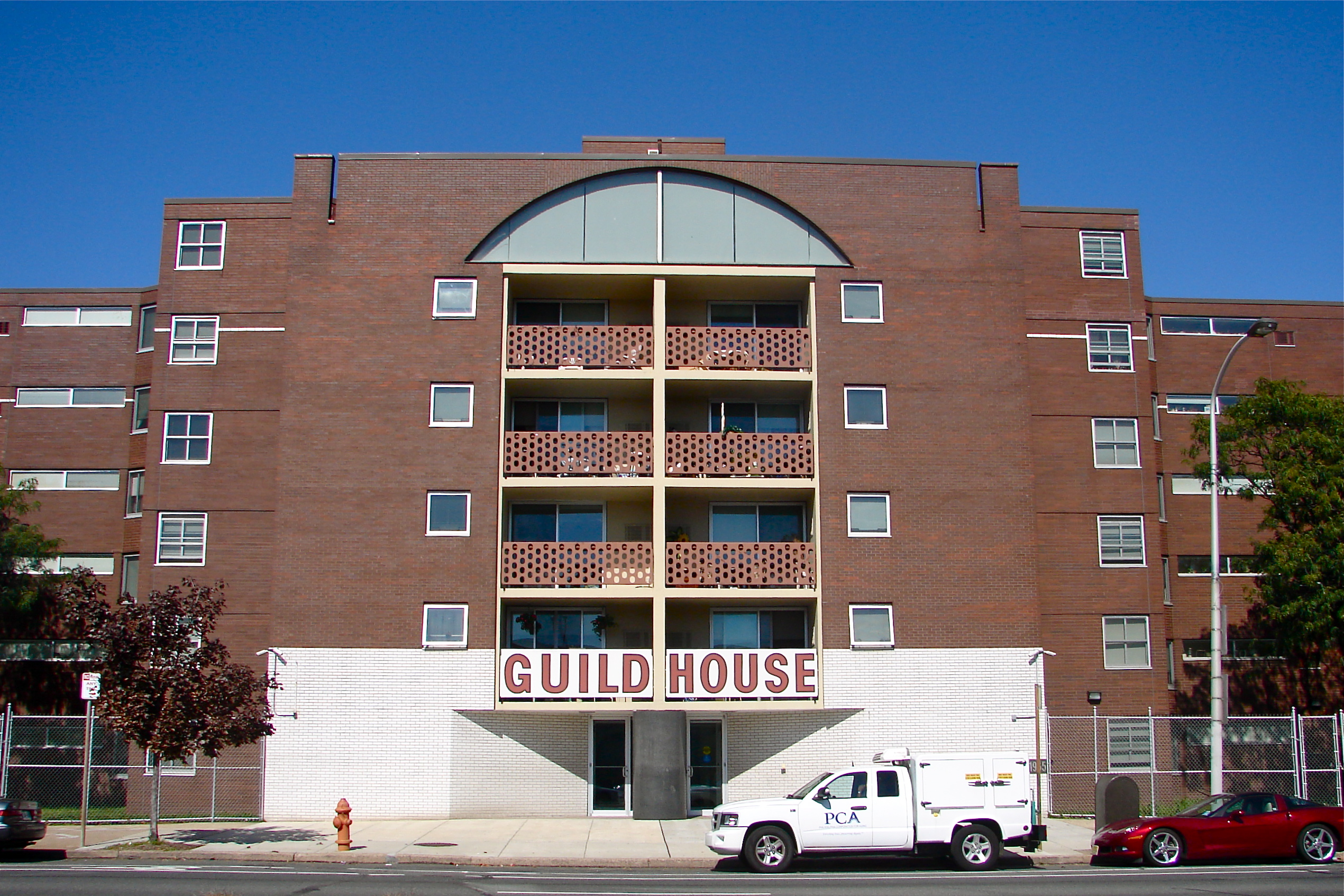
Guild House (1966) de Robert Venturi, que se habría inspirado en el pórtico de entrada de Anet

Las primeras escenas de la película de James Bond Operación Trueno fueron filmadas en el castillo de Anet en 1965. También fue usado en el rodaje de 1976 de la película La pantera rosa ataca de nuevo.
Un Secret d'histoire (emisión presentada por Stephane Bern) fue dedicada a Diana de Poitiers en 2010, siendo el lugar principal el castillo de Anet.
Varias escenas de la película María, reina de Escocia (2013) fueron filmadas en el interior del castillo .
El pórtico de entrada parece haber inspirado el del castillo de la película de Tim Burton, Edward Scissorhands (Eduardo Manostijeras), cuya parte superior representa un ciervo rodeado por dos perros de caza.
El pabellón de entrada también fue la inspiración para la fachada de la Guild House de Robert Venturi en 1966 en Filadelfia.

## Galería de imágenes

Pórtico de entrada
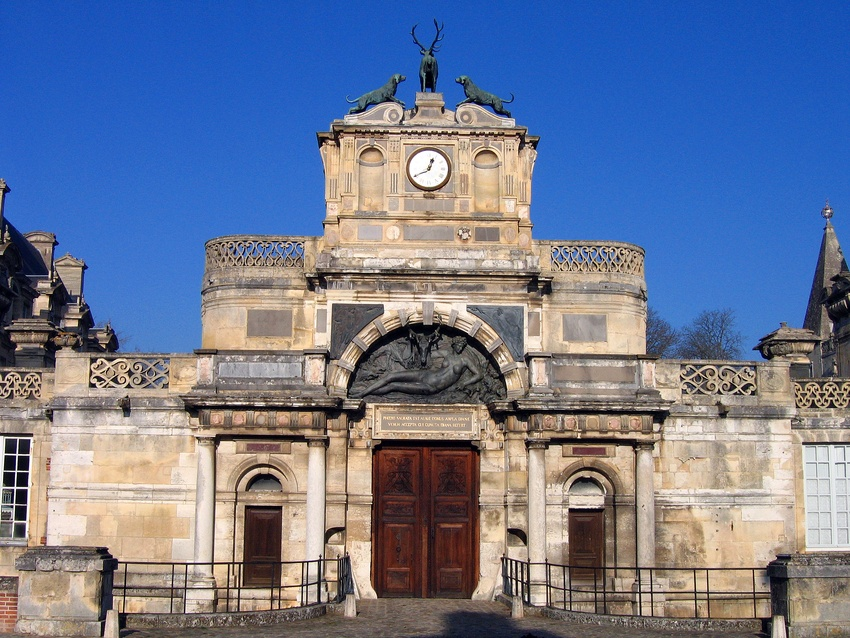
Pórtico de entrada
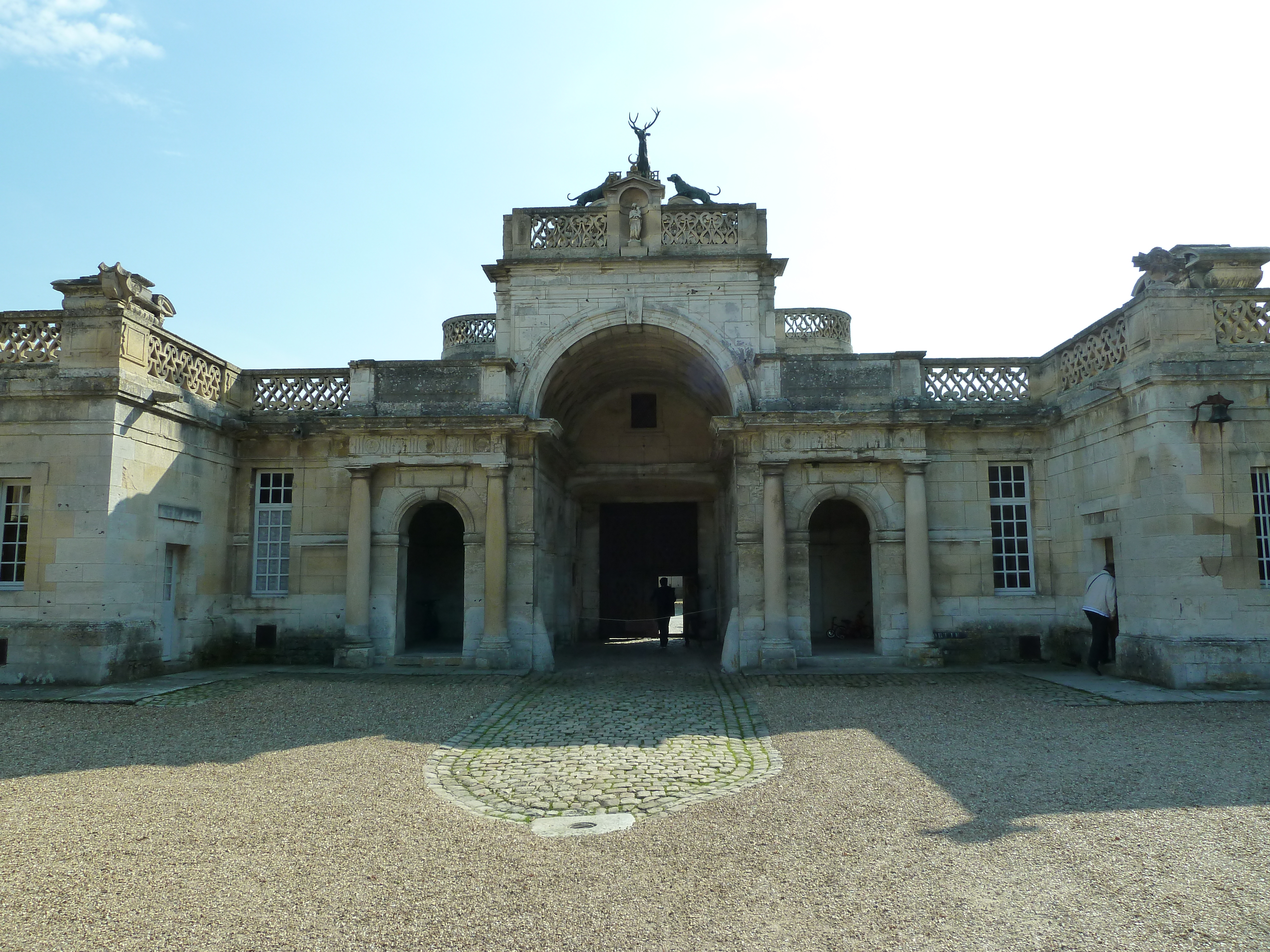
El pórtico desde el patio
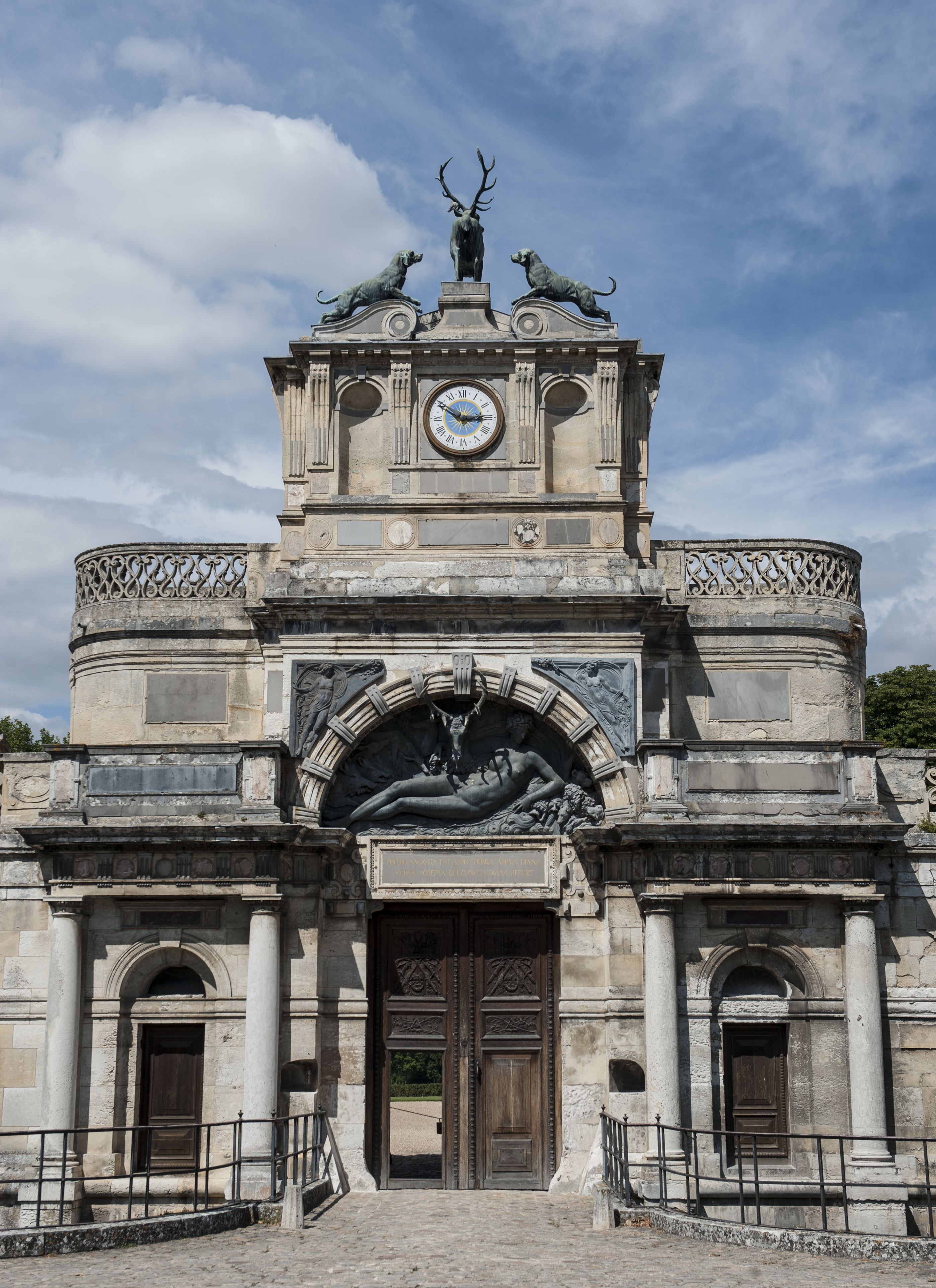
Detalle del pórtico de entrada
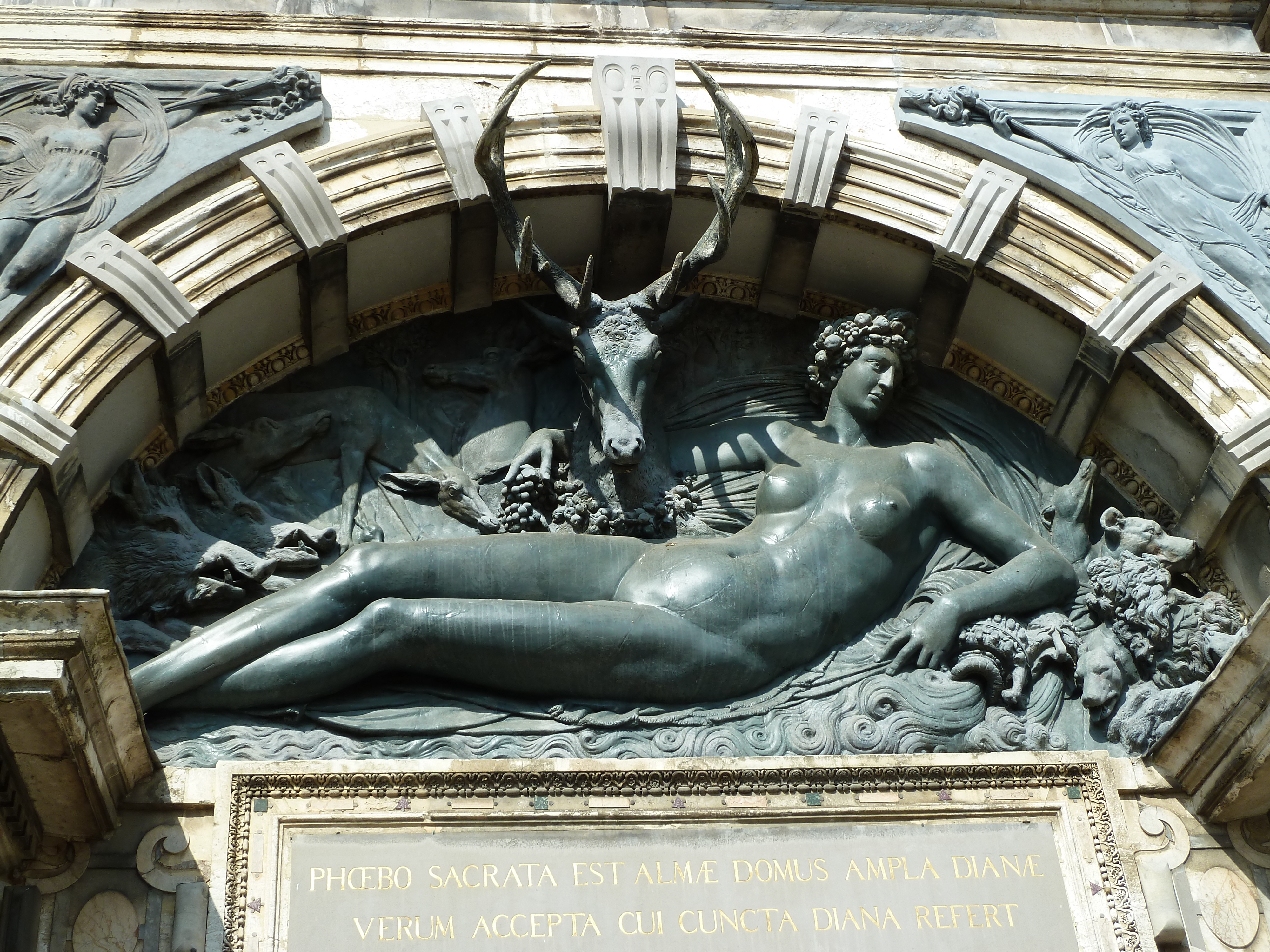
Friso del pórtico con la copia de la obra de Cellini, la Nymphe de Fontainebleau
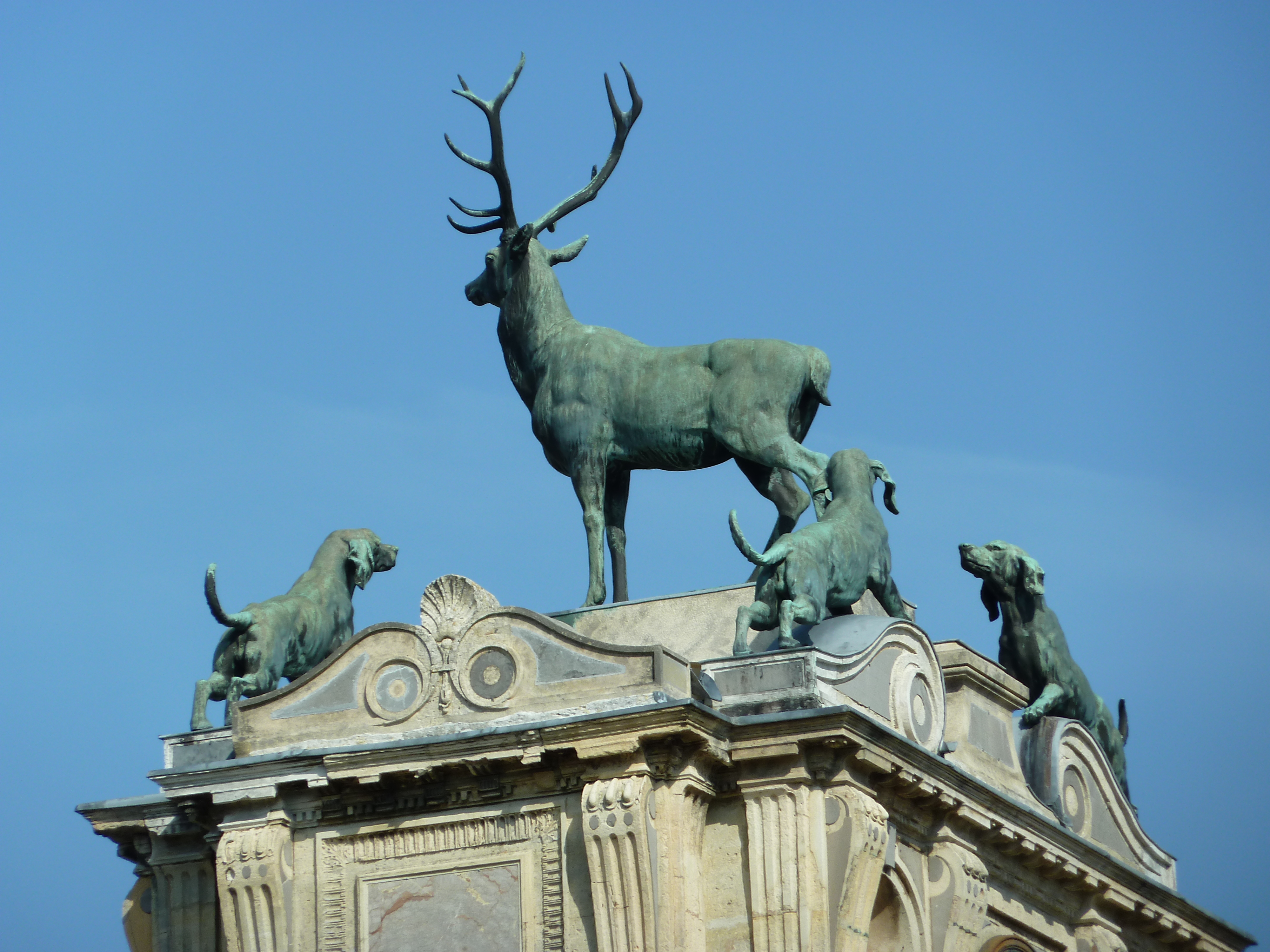
Coronación del pórtico

Detalles
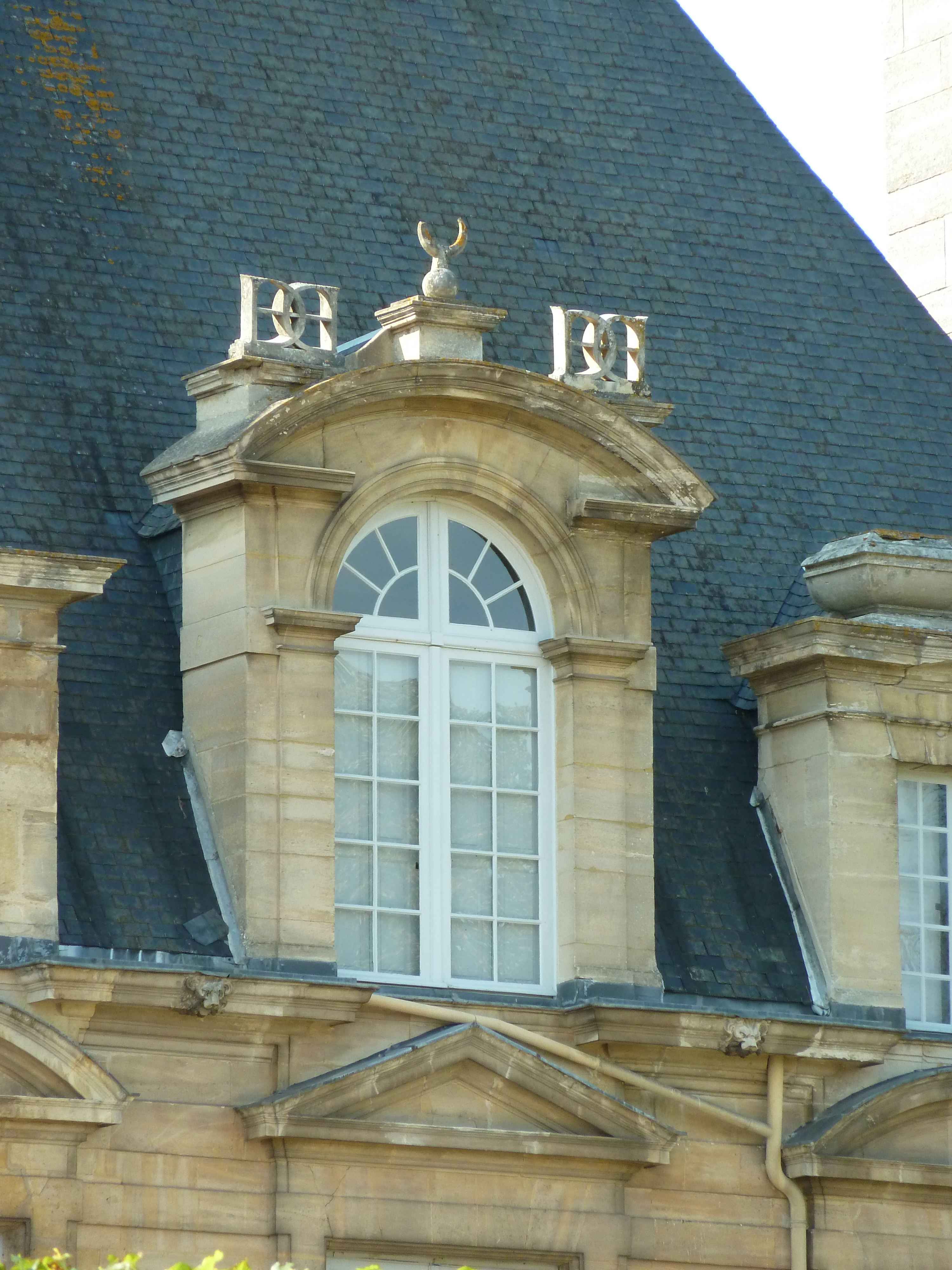
Buhardilla con urnas con crecientes
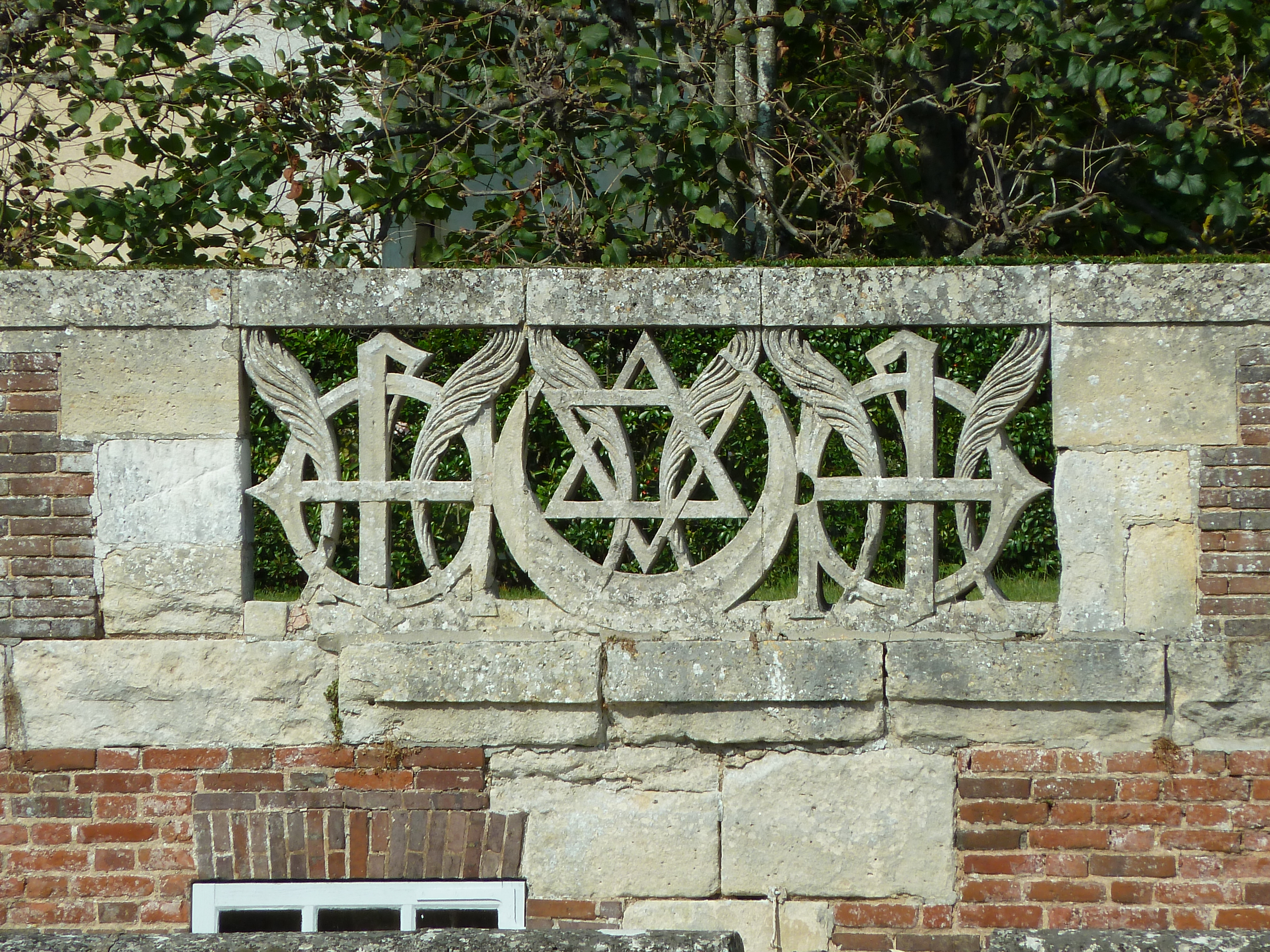
Balaustrada con monogramas
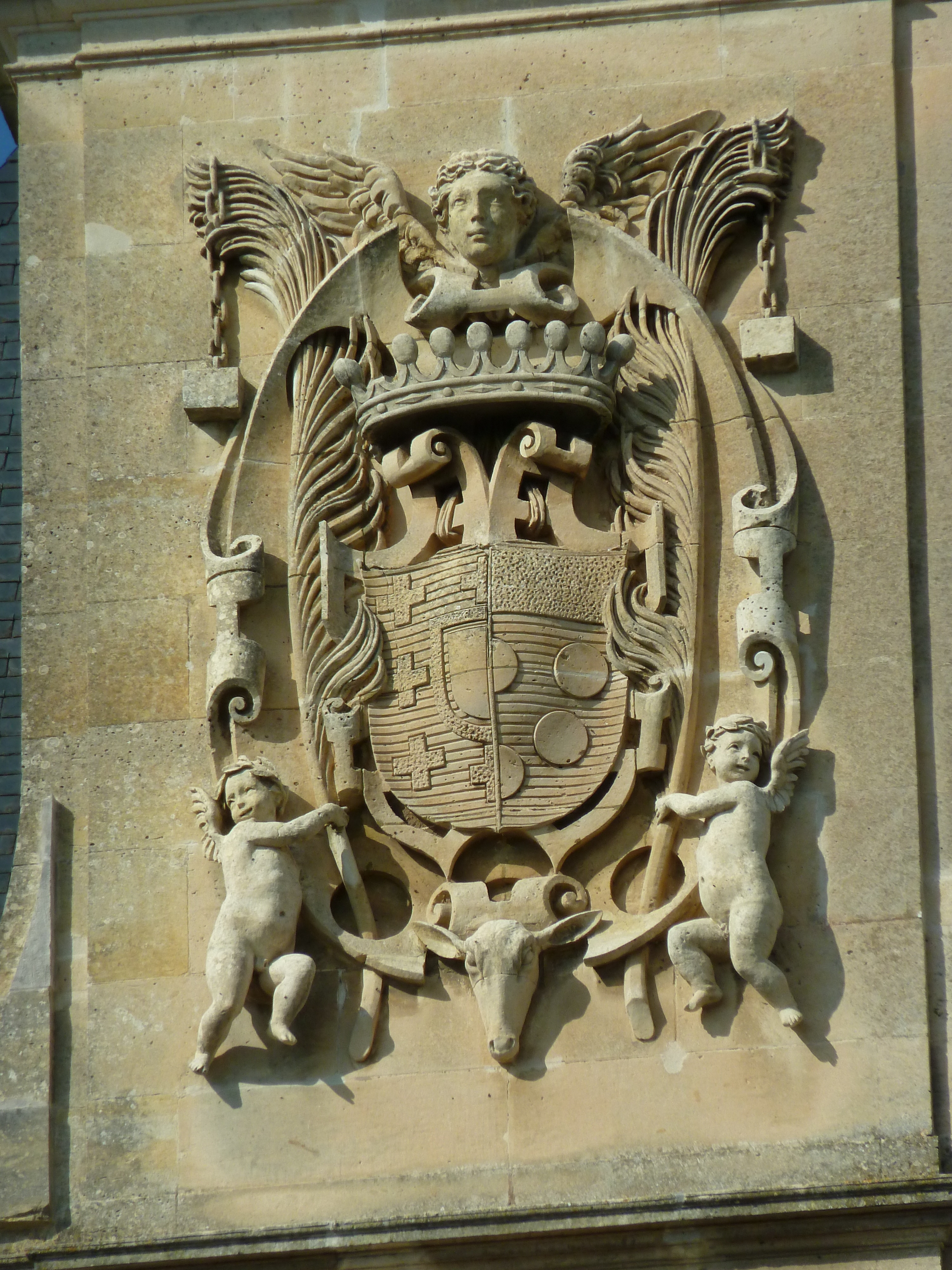
Detalle del escudo
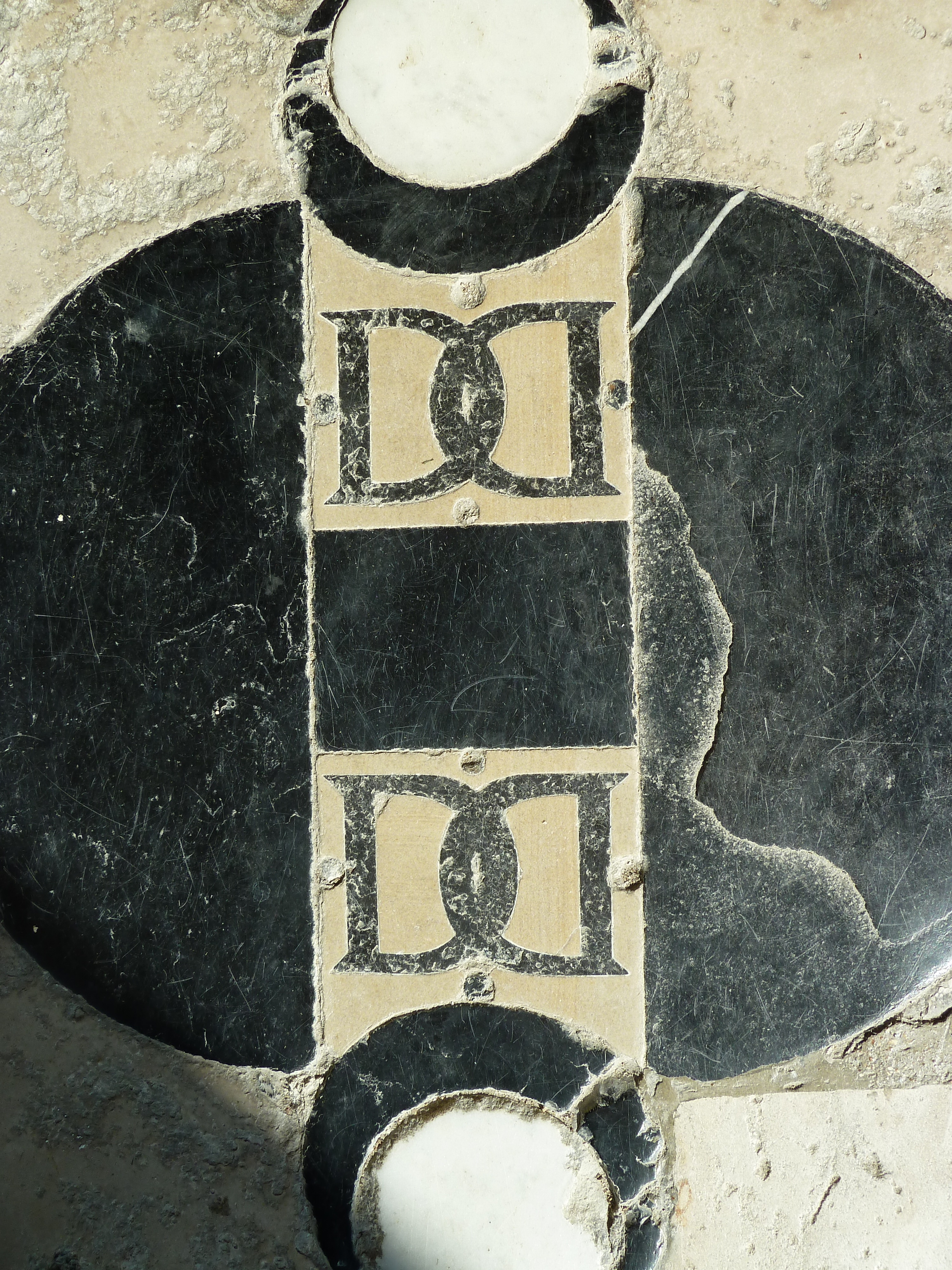
Monograma de Diana de Poitiers
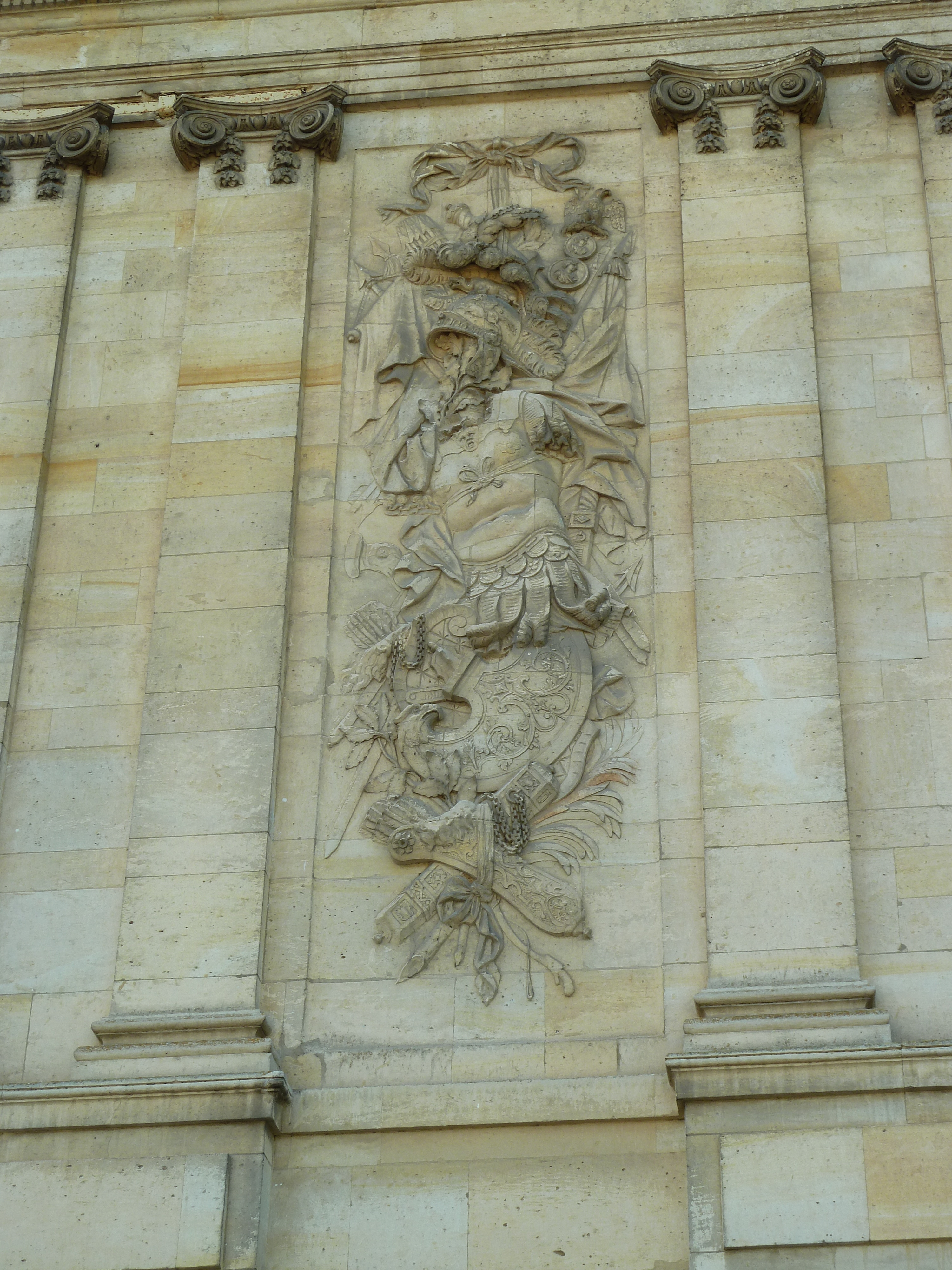
Relieve de la parte central del ala que se conserva